# صوفيا
صوفيا (بالبلغارية: София) هي عاصمة جمهورية بلغاريا وأكبر مدنها مساحة، ومركز بلغاريا الثقافي والاقتصادي. أُنشئت المدينة في القرن الثامن قبل الميلاد من قبل أجداد البلغار التراقيين القدماء وسموها سيرديكا وهو الاسم القديم لصوفيا. يبلغ عدد سكان مدينة صوفيا 1.3 مليون نسمة (2013)، والكثافة السكانية تساوي 2,448 نسمة/كم². ومساحتها 1344 كم² حيث تعتبر صوفيا من أكبر 15 مدينة في الإتحاد الأوروبي، ومصنفة من المدن العالمية (بيتا) حسب شبكة بحث المدن العالمية والعولمة.
تقع صوفيا في غرب بلغاريا، في سهل صوفيا العالي، بجانب السفح الشمالي لجبال فيتوشا. ويبلغ متوسط ارتفاعها عن سطح البحر (550م)، والمناخ فيها قاري معتدل. وهي تحتل موقعا إستراتيجيا في وسط شبه جزيرة البلقان، حيث تقع على مفترق الطرق الذي يربط أوروبا الغربية بالشرق الأوسط، ونهر الدانوب بالبحر الأبيض المتوسط، والبحر الأسود بالبحر الأدرياتيكي.
أطلق على المدينة اسمها الحالي (صوفيا) في نهاية القرن الرابع عشر، على اسم كنيستها الرئيسية «القديسة صوفيا»، والتي كانت تعتبر رمزا للمدينة. في عام 1382 وقعت صوفيا في أيدي العثمانيين وبقيت في حدود الدولة العثمانية حتى تحريرها في 4 يناير 1878، وأعلنت في 3 أبريل 1879 عاصمةً للدولة البلغارية المحررة.
وتعتبر صوفيا مركز الثقافة والصناعة كما هي مركز الحكم في الجمهورية. يوجد بها أكثر من 16 جامعة حكومية (من بينها جامعة صوفيا والتي تأسست في العام 1888) كما يوجد فيها العديد من الجامعات الخاصة. وستترشح المدينة لتكون العاصمة الثقافية لأوروبا سنة 2019.

## أصل التسمية

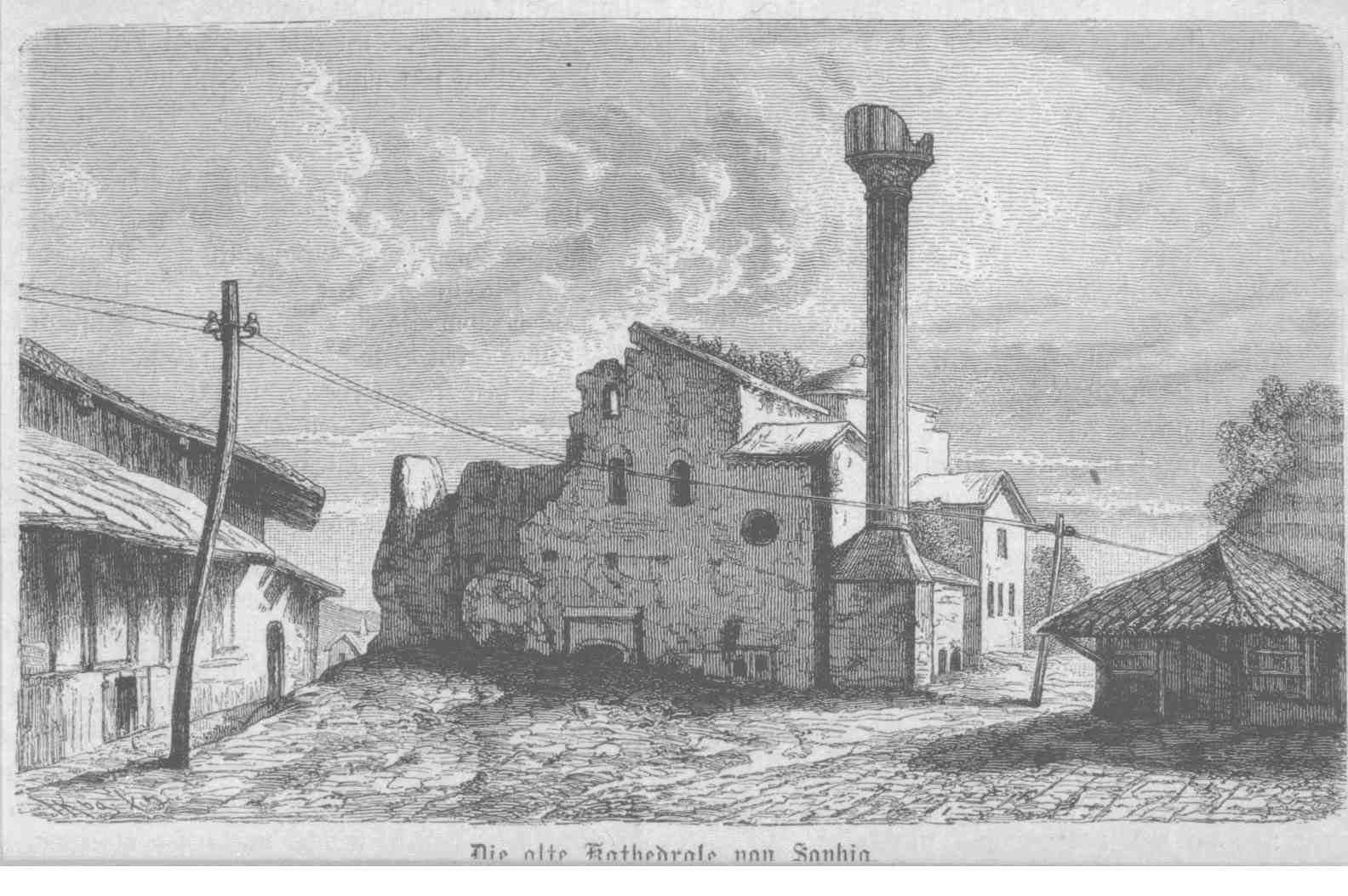
كنيسة المبجلة الحكيمة صوفيا

- كان الاسم سيرديكا (باللغة البلغارية: Σερδική) الشائع باللغة الاتينية وباللغة الإغريقية لمدينة صوفيا سابقاً[11]، والتسمية في المصادر اليونانية والبيزنطية من العصور القديمة والوسطى تذكر بأن القبيلة التراقية (سيردي)[10] هي من سمتها باسم سيرديكا.[15]
- وحصلت على اسمها الحالي في القرن 14 الميلادي من القيصر البلغاري إيڤان شيشمان نسبة إلى اسم كنيسة القديسة صوفيا[16][18]، الكنيسة الثانية من حيث القدم في العاصمة البلغارية بعد كنيسة المبجل الحكيم جورجي أو كنيسة الروتونادا (باللغة البلغارية: Свети Георги أو ротонда).
- تعني صوفيا «الحكمة» باللغة اليونانية القديمة.[16]
- يلفظ البلغاريون صوفيا بالتشديد على حرفي (so)، على عكس الأجانب اللذين يشددون على حرف (i).
- سميت أحد القمم الجليدية بقمة سارديكا في القارة القطبية الجنوبية نسبة إلى الاسم القديم للعاصمة البلغارية صوفيا.[19]

## الجغرافيا
تطور مدينة صوفيا الاستطاني يعود بالفضل لموقعها الإستراتيجي بالبلقان. وتقع صوفيا في غرب بلغاريا، على السفح الشمالي من جبل فيتوشا، في وادي صوفيا التي تحيط بها الجبال من جميع الجهات، في ميدان محاط بجبال ستارا بلانينا أو «الجبال القديمة»، سردنا غورا، ليولين، وجبال لوزنسكا أو «جبال الكرمة». ويبلغ متوسط ارتفاع المدينة 550 متر، أما الممرات الجبلية فكانت طرق رئيسية منذ العصور القديمة فهي تربط أوروبا الوسطى والبحر الأدرياتيكي مع البحر الأسود وبحر إيجة.
وهناك عدد من الأنهار المنخفضة التي تعبر المدينة منها نهر بيرلوفيسكا ونهر فلادايا. ونهر اسكار الذي يتدفق في مساره العلوي بالقرب من شرق صوفيا، وتعرف المدينة بوجود 49 من الينابيع المعدنية الحرارية. وقد بنيت في القرن العشرين السدود والبحيرات الاصطناعية.

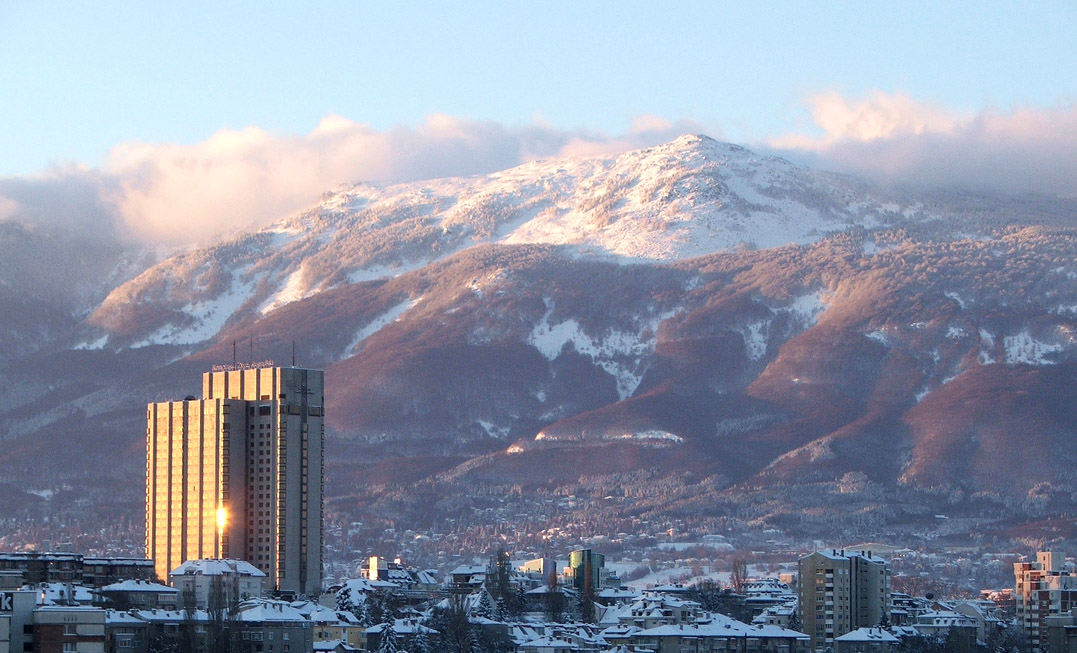
منظر عام لجبال فيتوشا ملتقط من وسط المدينة

تبعد صوفيا عن مدينة بلوفديف ثاني أكبر المدن في بلغاريا 180 كم في الجنوب الغربي من بلغاربا، ومدينة بورغاس شرق بلغاريا تبعد عن صوفيا 340 كم، ومدينة فارنا في شمال شرق بلغاريا وتبعد عن صوفيا 380 كم.
مدينة صوفيا قريبة حدودياً مع ثلاث دول:
- تبعد عن حدود صربيا 55 كم، وعن العاصمة بلغراد 374 كم.
- عن حدود جمهورية مقدونيا 113 كم، وعن العاصمة سكوبيه 239 كم.
- عن حدود اليونان 183 كم، وعن العاصمة أثينا 837 كم.

كما أن موقع صوفيا قريب نسبياً من عواصم بلدان البلقان الأخرى حيث تبعد 1012 كم عن أنقرة، و837 كم عن أثينا، و374 كم عن بلغراد، و359 كم عن بوخارست، و762 كم عن زغرب، و897 كم عن ليوبليانا، و549 كم عن سراييفو، و239 كم عن سكوبيا، و553 كم عن تيرانا.

### المناخ
صوفيا لديها مناخ قاري رطب (حسب تصنيف كوبن للمناخ) ومتوسط درجة الحرارة السنوي 11.4 °C أو (52.5 °F) درجة.
الشتاء بارد ومثلج، وقد تنخفظ درجة الحرارة إلى أقل من (-15 °C) أو (5 °F) وخاصة في شهر يناير، وتتأثر بالضباب بشكل متكرر وخاصة في بداية فصل الشتاء، تتلقى صوفيا تساقط للثلوج ما مجموعه (90 سم) و60 يوماً من الغطاء الثلجي. والصيف حار معتدل الحرارة ومشمس في صوفيا لكن تكون صوفيا أبرد من مناطق أخرى في بلغاريا بسبب ارتفاعها عن المدن الأخرى. ومع ذلك تتعرض المدينة لموجات حارة تصل إلى (35 °C) أو (95 °F) في الأيام الحارة وخاصة في شهري يوليو وأغسطس.
متوسط هطول الأمطار في المدينة يصل (587 مم) سنويا، ليصل إلى ذروته في أواخر الربيع وأوائل الصيف؛ بسبب العواصف الرعدية الشائعة في ذلك الوقت.
فصلي الربيع والخريف في صوفيا قصيرة جداً بسبب الطقس المتغير.
| البيانات المناخية لـصوفيا                                                       | البيانات المناخية لـصوفيا | البيانات المناخية لـصوفيا | البيانات المناخية لـصوفيا | البيانات المناخية لـصوفيا | البيانات المناخية لـصوفيا | البيانات المناخية لـصوفيا | البيانات المناخية لـصوفيا | البيانات المناخية لـصوفيا | البيانات المناخية لـصوفيا | البيانات المناخية لـصوفيا | البيانات المناخية لـصوفيا | البيانات المناخية لـصوفيا | البيانات المناخية لـصوفيا |
| الشهر                                                                           | يناير                     | فبراير                    | مارس                      | أبريل                     | مايو                      | يونيو                     | يوليو                     | أغسطس                     | سبتمبر                    | أكتوبر                    | نوفمبر                    | ديسمبر                    | المعدل السنوي             |
| ------------------------------------------------------------------------------- | ------------------------- | ------------------------- | ------------------------- | ------------------------- | ------------------------- | ------------------------- | ------------------------- | ------------------------- | ------------------------- | ------------------------- | ------------------------- | ------------------------- | ------------------------- |
| متوسط درجة الحرارة الكبرى °م (°ف)                                               | 4.0 (39.2)                | 5.8 (42.4)                | 11.9 (53.4)               | 16.7 (62.1)               | 21.9 (71.4)               | 25.4 (77.7)               | 28.4 (83.1)               | 28.5 (83.3)               | 23.3 (73.9)               | 17.7 (63.9)               | 11.1 (52.0)               | 4.5 (40.1)                | 16.6 (61.9)               |
| المتوسط اليومي °م (°ف)                                                          | 0.5 (32.9)                | 1.5 (34.7)                | 6.0 (42.8)                | 10.8 (51.4)               | 15.8 (60.4)               | 19.3 (66.7)               | 22.0 (71.6)               | 22.0 (71.6)               | 17.2 (63.0)               | 12.2 (54.0)               | 6.7 (44.1)                | 0.8 (33.4)                | 11.2 (52.2)               |
| متوسط درجة الحرارة الصغرى °م (°ف)                                               | −3.6 (25.5)               | −2.2 (28.0)               | 1.5 (34.7)                | 5.5 (41.9)                | 10.1 (50.2)               | 13.3 (55.9)               | 15.5 (59.9)               | 15.4 (59.7)               | 11.2 (52.2)               | 6.7 (44.1)                | 2.2 (36.0)                | −2.4 (27.7)               | 6.1 (43.0)                |
| الهطول مم (إنش)                                                                 | 31.0 (1.22)               | 32.3 (1.27)               | 37.4 (1.47)               | 50.5 (1.99)               | 74.4 (2.93)               | 73.9 (2.91)               | 61.3 (2.41)               | 53.6 (2.11)               | 45.0 (1.77)               | 42.2 (1.66)               | 43.5 (1.71)               | 42.0 (1.65)               | 587.1 (23.1)              |
| متوسط أيام هطول الأمطار                                                         | 9                         | 10                        | 10                        | 12                        | 13                        | 12                        | 10                        | 9                         | 7                         | 11                        | 10                        | 12                        | 125                       |
| ساعات سطوع الشمس الشهرية                                                        | 89.9                      | 123.2                     | 179.8                     | 192.0                     | 254.2                     | 285.0                     | 322.4                     | 294.5                     | 210.0                     | 170.5                     | 120.0                     | 58.9                      | 2٬300٫4                   |
| المصدر #1: Climatebase.ru; ECA&D (precipitation), Climatedata.eu (precip. days) |                           |                           |                           |                           |                           |                           |                           |                           |                           |                           |                           |                           |                           |
| المصدر #2:                                                                      |                           |                           |                           |                           |                           |                           |                           |                           |                           |                           |                           |                           |                           |

## تاريخ صوفيا

### العصور القديمة
صوفيا هي واحدة من العواصم الأكثر قدماً، ويعود تاريخها إلى العصر الحجري الحديث، حيث تم العثور على مستوطنات من العصر الحجري الحديث في منطقة سلاتينا والتي يعود تاريخها إلى 5000 قبل الميلاد. وفي القرن الثامن قبل الميلاد أنشئ البلغار التراقيون القدماء مدينة صوفيا وسموها «سيرديكا» أو «سيردونبوليس» وسميت بذلك نسبة إلى اسم قبيلة الكلت، وبنيت عل مساحة 1310 كم² وقد جذبهم ينابيع المياه الحارة في المنطقة.
وفي القرن الرابع قبل الميلاد حكمها فيليب الثاني المقدوني ثم إبنه الإسكندر المقدوني ثم غزاها الرومان في عام 29 ميلادي.
كانت تمر أحد الطرق الرومانية المهمة بها لذلك إزدهرت كأحد مستوطنات تراقيا. وأول إشارات خطية لسيرديكا تعود لعصر بطليموس في (100 ميلادي) تقريبا، وسميت المدينة أُولبيا سيرديكا، وأصبحت مركز منطقة إدارية للولاية الرومانية في عهد الإمبراطور تراجان في 106 ميلادي.
وكانت سيرديكا المدينة المفضلة لدى الإمبراطور الروماني قسطنطين الأول، الذي كان يقول:
| صوفيا | سِيرديكا هي بمثابة روما بالنسبة لي | صوفيا |

القرن الثاني الميلادي توسعت المدينة وبنيت الأبراج والجدران الواقية الحصينة، والحمامات العامة، وبازيليكا ومسرح روماني ومجلس للمدينة، وفي هذا القرن أصبحت ضمن منطقة مويسيا من قبل الإمبراطور اورليانوس. وتعرضت المدينة لهجوم من القوط سنة 271 ميلادي.
في القرن الثالث أصبحت صوفيا عاصمة داقية أيرولينا، وعندما قسم الإمبراطور ديوكلتيانوس إقليم داقية أصبحت صوفيا (سيرديكا) عاصمة داقية الرومانية، وأصبحت من أولى المدن الرومانية التي تعترف بالمسيحية دين الدولة، وفي 343 ميلادي عقد مجلس سيرديكا في نفس مكان الذي بنيت فيه كنيسة القديسة صوفيا لاحقاً.
وفي 447 ميلادي دمرت المدينة بشكل كامل في زمن ثيودوسيوس الثاني على يد الهون، ثم أعاد بنائها الإمبراطور البيزنطي جستينيان الأول، وإزدهرت المدينة بزمنه بسبب جدار القلعة العظيم لحماية المدينة من عصر الهجرات وأثاره باقية حتى الآن. وبنيت كنيسة القديسة صوفيا في القرن السادس الميلادي ما بين عامي (527-565).

### العصور الوسطى
في 809 ميلادي استولى كروم خان البلغار على صوفيا بعد حصار طويل، وأصبحت صوفيا جزء من الإمبراطورية البلغارية الأولى في عهد إبنه أومورتاغ (814-831)، وكانت تسمى (سريديتس) وتعني «الواقع في الوسط»؛ بسبب موقعها الهام على مفترق طرق. ثم سقطت تحت الحكم يوحنا زيمسكي سنة 971 ميلادي. وبعد مرات متعددة من الحصارات الغير ناجحة على المدينة، سقطت أخيراً على يد الإمبراطورية البيزنطية عام 1018، لكن تمت استعادتها في وقت قصير من الإمبراطورية البلغارية الأولى عل يد إيفان آسين الأول
في عهد الدولة البلغارية الثانية (1185-1393) اكتسبت سريديتس (صوفيا) مظهر مدينة قروسطية كبيرة، فالشوارع أصبحت ضيقة، وبدأ يظهر العديد من الكنائس الصغيرة، كما بني في المنطقة العديد من الأديرة، التي شكلت في وقت لاحق ما يعرف بجبل صوفيا المقدس. في نهاية القرن 14 عام 1376 أُطلق على المدينة إسمها الحالي «صوفيا» (تعني «الحكمة» في اليونانية القديمة) نسبةً لكنيسة القديسة صوفيا، التي كانت تعتبر رمزاً للمدينة.

### الحكم العثماني

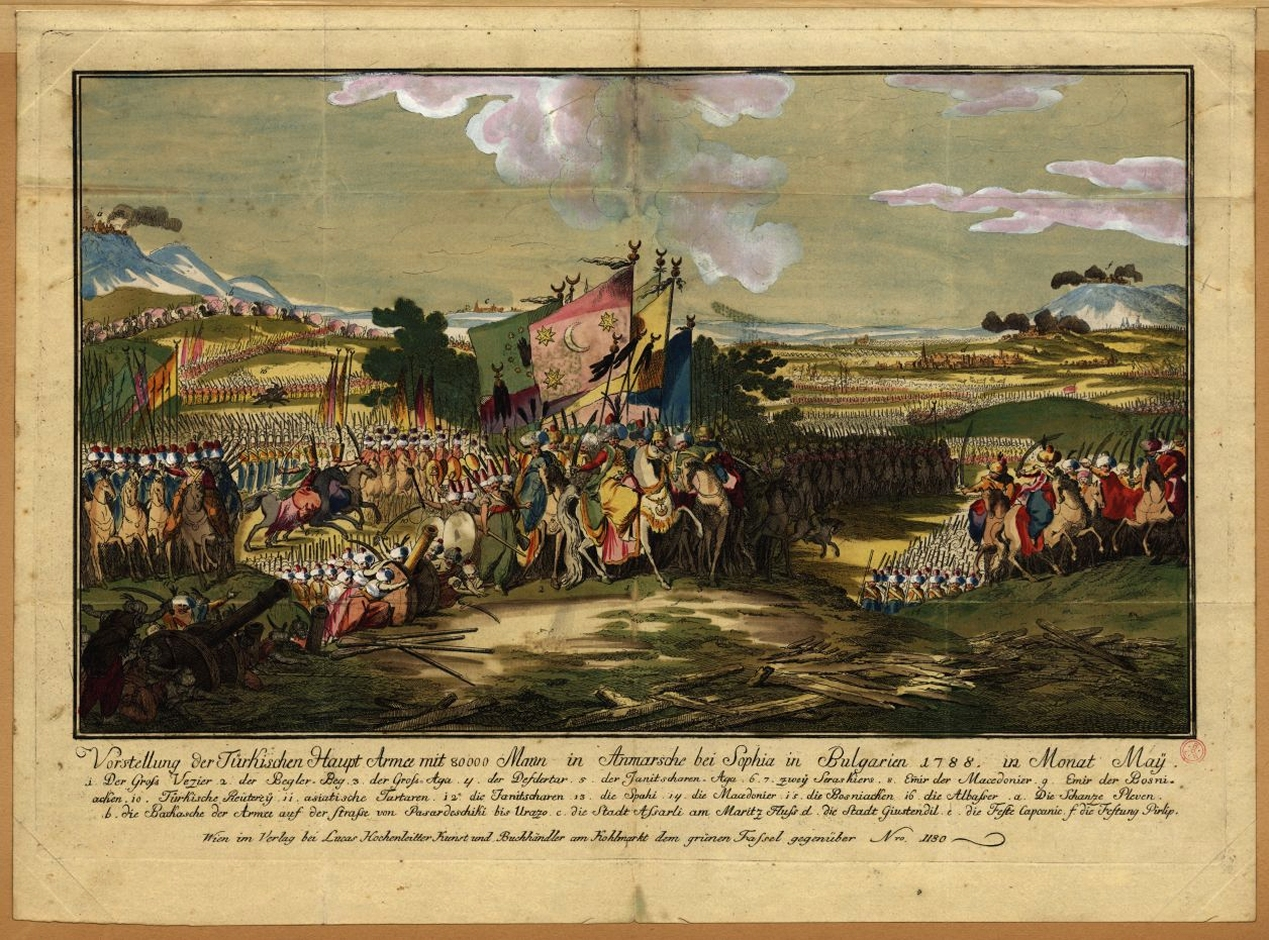
تقدم الجيش العثماني ضد القوات النمساوية في صوفيا سنة 1788

في عام 1382 استولت الدولة العثمانية على صوفيا أثناء الحروب البلغارية العثمانية بعد حصار طويل، وتم إنشاء سنجق صوفيا فيها عام 1393.
تعرضت صوفيا لحملة صليبية فاشلة في عام 1443 من اديسواف الثالث من بولندا عرضتها للدمار. ثم أصبحت صوفيا عاصمة ولاية الروملي العثمانية لأكثر من أربع قرون مما دفع الأتراك وغيرهم للإستقرار بها، وظهر جلياً التصميم العثماني للمباني والمساجد والنوافير والحمامات، وبلغ عدد سكان المدينة (7000) نسمة في القرن 16.
تم الإستيلاء على صوفيا من قبل البلغاري هايدوك سنة 1599، وأنشئت الكنيسة الرومانية الكاثوليكية كرسي صوفيا للكاثوليك روميليا سنة 1610، وبقي قائما حتى 1715 بسبب هجرة معظم الكاثوليك. وكان في صوفيا 126 أسرة يهودية.

### التاريخ الحديث والمعاصر
في الحرب الروسية العثمانية (1877-1878) أخذ الجيش الإمبراطوري الروسي صوفيا في 4 يناير 1878 ونالت إمارة بلغاريا إستقلالها ضمن معاهدة برلين عام 1878 وفي الثالث من شهر نيسان أبريل من سنة 1879 وفي مدينة فيليكو ترنوفو اتخذ المجلس الشعبي التأسيسي قرار بإعلان مدينة صوفيا عاصمة لإمارة بلغاريا، ثم مملكة بلغاريا عام 1908.
خلال الحرب العالمية الثانية تعرضت صوفيا للقصف من قبل طائرات الحلفاء في أواخر عام 1943 وأوائل عام 1944. لأن الحكومة البلغارية كانت متحالفة مع ألمانيا، وأطيح بها من قبل الجيش الأحمر.
أنشئت جمهورية بلغاريا الشعبية في 1946 ولوحظ التطور المعماري والسكاني في المدينة وبنيت المناطق السكنية الجديدة في ضواحي المدينة، مثل دروجبا وملادوست.

## المعالم والآثار

### المعالم الدينية
في صوفيا يوجد أكثر من 200 كنيسة ومسجد، وأكثر من 40 دير بُني في القرن الرابع الميلادي، وتجمع صوفيا الأديان السماوية الثلاث بتنوع معماري وثقافي وتاريخي؛ فلا تكاد توجد مدينة أوروبية أخرى تكون فيها المراكز الدينية لكل من الأرثوذكس والكاثوليك واليهود والمسلمين بهذا القرب من بعضها البعض.
| كنيسة سانت جورج أقدم مبنى موجود حالياً بالمدينة، وهي كنيسة مسيحية مستديرة مبنية من الطوب الأحمر وتم بناءه بالقرن الرابع الميلادي في عصر قسطنطين الأول، وسميت باسم القديس جرجس. هيكل القبة إسطوانية مبنية على قاعدة مربعة ويعتقد أنه بني على موقع معبد وثني. |
| كنيسة القديسة صوفيا بنيت الكنيسة الحالية على بقايا الكنيسة القديمة من العصر الروماني والتي دمرها غزو الهون وقوط، وبنيت الكنيسة بالقرن الرابع الميلادي، في عهد الإمبراطور البيزنطي جستينيان الأول. وفي فترة السيطرة العثمانية تحولت إلى مسجد. ووجدت فيها أجزاء من فسيفساء أحد المعابد القديمة. |
| كنيسة بويانا تم بنائها بأواخر القرن العاشر الميلادي في العصور الوسطى في منطقة بويانا على سفح جبل فيتوشا والتي بناها أحد الإقطاعيين، وأُضيف إليها الجناح المركزي في القرن الثالث عشر. وتعتبر أحد الرموز الثقافية في بلغاريا حيث تم إختيارها من مواقع التراث العالمي لليونسكو 1979 تحت الرقم 42، وأصبحت متحف للتاريخ الوطني في عام 2003. وتعتبر الكنيسة في سجل أهم 100 موقع سياحي بلغاري. تم بناؤها على ثلاث مراحل تشمل أولها في القرن الحادي عشر وثانيتها في أواسط القرن الثالث عشر وثالثتها في أواسط القرن التاسع عشر. |
| مسجد بنيا باشي وهو مسجد عثماني بناه المهندس معمار سنان في سنة 1576 (974 هجري)، بدعم مالي من الملا كادا سيف الله والذي في بعض المصادر يسمى المسجد بإسمه. وهو يعد كل ما تبقى من 500 سنة من الحكم العثماني. يتسع إلى 8614 مصلي وهو المسجد الوحيد في صوفيا. |
| كاتدرائية القديس ألكسندر نيفسكي وهو أحد أهم رموز العاصمة، تم بناء الكتدرائية سنة 1912 وهي من تصميم المهندس المعماري الروسي ألكسندر بوميرانتسيف، تخليداً لذكرى 200,000 جندي روسي وبلغاري وأوكراني لقوا حتفهم في الحروب الروسية العثمانية. وهي واحدة من أكبر الكنائس الأرثوذكسية الشرقية في العالم. تبلغ مساحة البناء 3170 متراً مربعاً ويتسع إلى 5000 شخص، وهو ملبس كله بالحجر الأبيض أما أبواب المدخل فمصنوعة من خشب البلوط، قباب الكاتدرائية ملبسة بالذهب. برج الأجراس يرتفع إلى 53 متراً ويضم 12 جرساً، أكبرها يزن 10 أطانً، وأصغرها 10 كغ. ويسمع رنين الأجراس على بعد 15 كيلومتراً من الكنيسة. كما لمعان قبابها الذهبية يجذب العين من على بعد كيلومترات، وفي سرداب الكاتدرائية يستطيع السائح مشاهدة معرض دائم لفن الأيقونة الأرثوذكسية. |
| كنيس صوفيا وهو كنيس يهودي بُني في عام 1909 ويعد أكبر كنيس يهودي للسفارديم في أوروبا ويتسع ل 1170 حاج، وهو بيت العبادة اليهودي الوحيد في صوفيا.، ويعد واحد من المعالم المعمارية الأجمل والأكثر ملاحظة في العاصمة صوفيا، وفيها أضخم ثرية في بلغاريا بوزن (2 طن)، وتعتبر واحدة من أكبر وأرقى الكنس اليهودية في أوروبا. واجهات المبنى مزخرفة بعناصر معمارية غنية وزخارف تشكيلية ومنحوتات حجرية. أرضية الكنيس مغطاة بفسيفساء من مدينة البندقية. |

- في محيط مدينة صوفيا وبشكل أساسي في جبال فيتوشا (Vitosha) ولوزن (Lozen) والبلقان، أنشئ على مدى القرون العديد من الأديرة، التي تشكل بمجموعها ما يسمى جبل صوفيا المقدس. ومن الأديرة المتاحة للزيارة اليوم دير دراغاليفسكي (Dragalevski) ودير لوزِنسكي (Lozenski) ودير غيرمانسكي (Germanski) ودير كريميكوفسكي (Kremikovski) ودير تشيرِبيشكي (Cherepishki) ودير أوسينوفلاشكي (Osenovlashki).[32]

### النصب التذكارية
في صوفيا العديد من النصب التذكارية التي تخلد جيوشاً وأشخاص أثروا في تاريخ صوفيا وبلغاريا من عصور مختلفة، تعرض البعض منها للتدمير وخاصة الآثار التي تركها النظام الشيوعي، مثل نصب لينين، وضريح ديمتروف جورجي، ومن النصب التي ما زالت موجودة في صوفيا هي:
| ضريح باتنبرغ وهو قبر الإسكندر الأول (1857-1893) أول رئيس لدولة بلغاريا الحديثة. وهو بمساحة (80 م²) وطول (11 م²)، وأغلق الضريح بالفترة بين (1947-1991) أثناء الحكم الشيوعي في بلغاريا، لكن أعيد فتحه للجمهور بعد ذلك، كما زود الضريح ببعض ممتلكات وأوراق الكسندر التي تبرعت بها زوجته عام 1937. |
| النصب التذكاري لفيسل لفيسكي وهو نصب يخلد ذكرى البطل الشعبي والشخصية الثورية فيسل لفيسكي والذي تم إعدامه في 18 شباط 1873، النصب إرتفاعه 13 متر مصنوع من الجرانيت الرمادي وصصمه المهندس التشيكي أنتونين كولار، ونفذه 13 حرفيا بلغارياً 32 حرفياً روسياً عملوا على نحت الخشب وحفر الحجر ورسم الأيقونات والجداريات. قببه مغطّاة بطبقة رقيقة من الذهب، وقد تمّ ترميمها بالكامل العام 2003. وهو مجاور لجامعة صوفيا |
| نصب القيصر المحرر أو نصب الفروسية في وسط العاصمة صوفيا، وقد شيد تكريماً للإمبراطور الروسي ألكسندر الثاني الذي حرر بلغاريا من الحكم العثماني في الحرب الروسية العثمانية (1877-1878). |
| نصب الجندي المجهول يقع بالقرب من كنيسة القديسة صوفيا، ويخلد النصب ذكرى مئات الآلاف من الجنود البلغارين الذين ماتوا في حروب الدفاع عن وطنهم، وهو من تصميم المهندس المعماري نيكولا نيكولوف وافتتح في 22 سبتمبر 1981. |
| النصب التذكاري للجيش السوفياتي وهو نصب يخلد بطولات الجيش السوفيتي في تحرير بلغاريا، وحول النصب حديقة كبيرة وهو مكان شعبي يتجمع به الشباب، وهو يمثل جندي سوفياتي يحمل سلاحه ويحيط به امرأه ورجل من بلغاريا ويبلغ إرتفاعه (37 متر) وتم بنائه عام 1954. ويواجه النصب إحتجاجات من أجل إزالته من قبل الأحزاب اليمينية منذ عام 2011.                                                                          |

### المتاحف
- المتحف الوطني التاريخي: أكبر متحف في بلغاريا وأوروبا الشرقية، تأسس في 5 أيار 1973، وأفتتح أول معرض فيه عام 1984 لإحياء ذكرى 1300 سنة من التاريخ البلغاري، وفيه 650,000 قطعة من الآثار والفنون والكنوز القديمة[13]، وترسانة الأسلحة القديمة، ولوحات الكنيسة من العصور الوسطى. وهو يحتفظ بآثار تعود إلى كل الحقب التاريخية بدءاً من عصور ما قبل التاريخ وانتهاءً بأيامنا هذه.

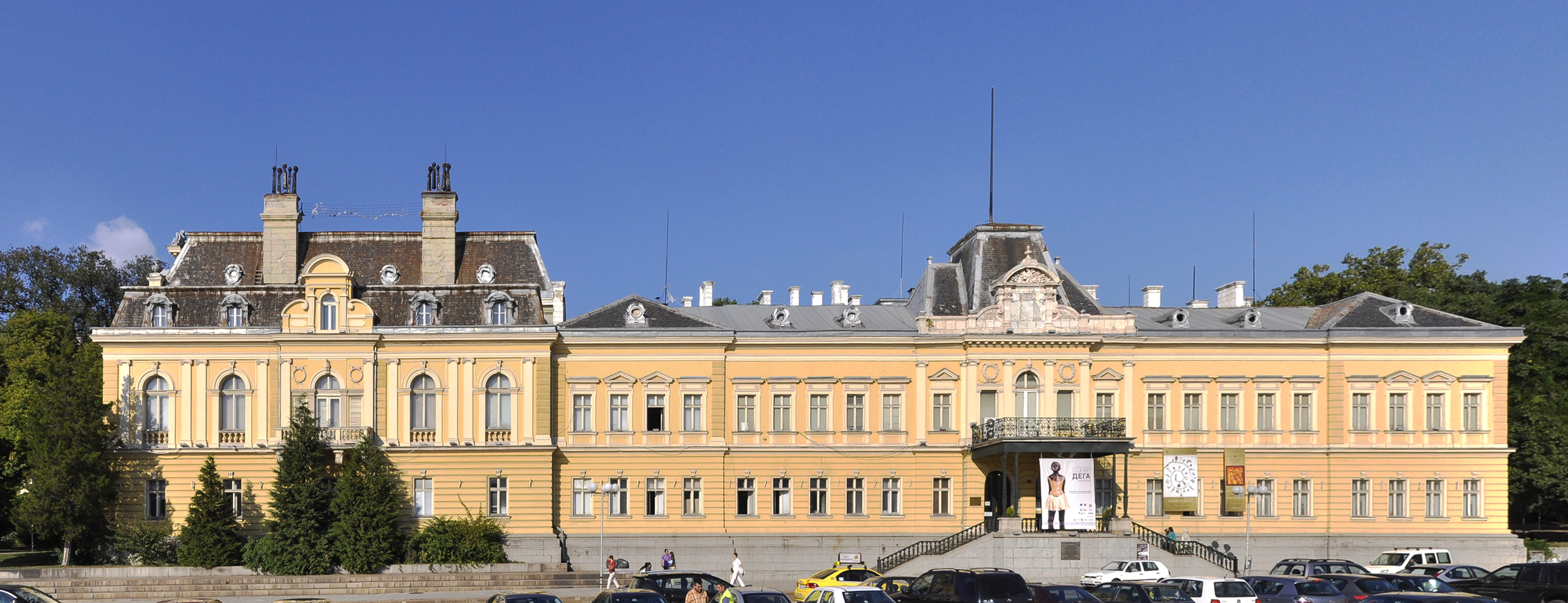
المتحف الوطني للفنون والقصر الملكي السابق

- المتحف الأثري الوطني: وهو موجود في أكبر وأقدم المساجد العثمانية السابقة بُني في عام 1474، ويضم مجموعة كبيرة من التحف الأثرية من جميع أنحاء البلقان، ويضم كنوز من عصر تراقيا، وقد أفتتح كمتحف في 1905.
- المتحف الوطني للتاريخ العسكري: يتميز المتحف بعرض التاريخ العسكري لبلغاريا، ومساحته (45,000 م²) منها 40,000 م² في الهواء الطلق، كما توجد فيها مكتبة.
- متحف الأرض والإنسان الوطني: وهو من أكبر المتاحف المعدنية بالعالم مساحته 5500 متر[41]، وقد تأسس في أكتوبر 1987. ويحتوي المتحف على 1523 نوعاً من المعادن نقلت من 109 بلدان.[41] ويحتفظ المتحف الوطني الأرض والإنسان بأكثر من 27 ألف قطعة معروضة، تتوزع على سبعة أجنحة عرض دائمة. كما يحتوي على عدد من قاعات المعارض والمختبرات، وقاعة للفيديو وقاعة للمؤتمرات.

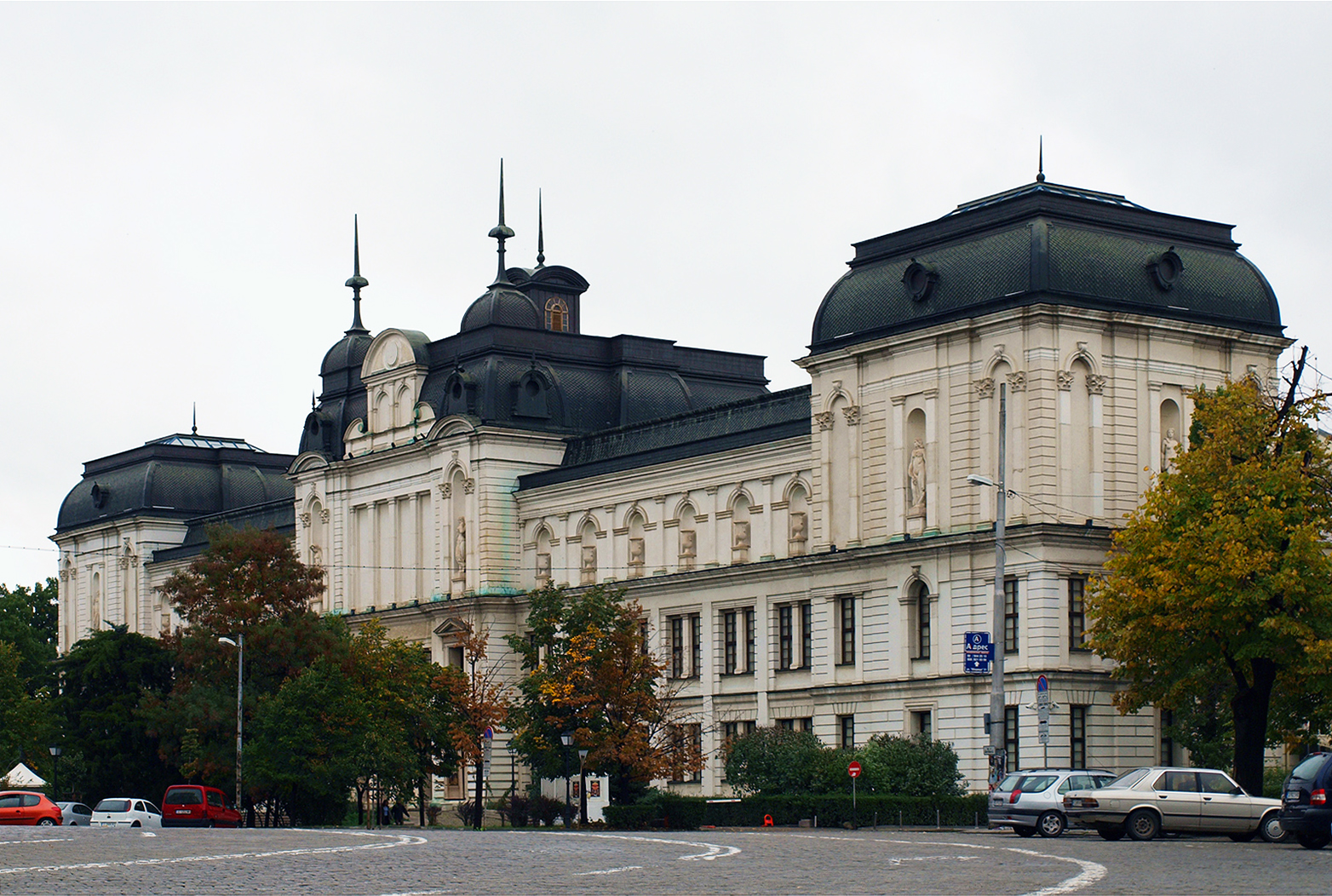
المتحف الوطني للفنون الأجنبية ومكتب الطباعة الملكي السابق

- المتحف الوطني للفن التشكيلي: هو أكبر وأهم متحف لأعمال الفن التشكيلي البلغاري في البلاد[42] وهو موجود في ساحة باتنبرغ. وقد كان المبنى في السابق القصر الملكي لملك بلغاريا، وأعلن لمعلم ثقافي سنة 1978[42]، ويضم المتحف عدة معارض أشهرها:
  - «معرض الفن المسيحي الأرثودكسي» الموجود في سرداب كتدرائية القديس أليكساندر نيفسكي، وتمثل الأعمال الفنية المعروضة فترة طويلة من اعتماد المسيحية كدين رسمي للإمبراطورية الرومانية في القرن الرابع الميلادي حتى النهضة البلغارية (القرنين الثامن عشر والتاسع عشر).[42]
  - «معرض الفن الحديث والمعاصر» اللذي يضم أكثر من 30000 عمل فني تعود إلى فترة ما بين التحرر من السيطرة العثمانية في عام 1878 حتى تسعينيات القرن العشرين. وهو مقسم إلى ثلاث مجموعات رئيسية هي اللوحات الزيتية ولوحات الغرافيك والنحت.[42]
- المتحف الوطني للفنون الأجنبية: بُني المبنى في القرن 19، وكان مكتب الطباعة الملكي السابق وتصميمه كلاسيكي حديث. وتحول لمتحف للفنون الأجنبية سنة 1985 وهو معرض دائم للفنون من أوروبا والهند واليابان والفن الإفريقي والبوذية. كما يوجد قسم منفصل للفن المعاصر والنقش. وكثيراً ما يستضيف معارض لفنانين مشهورين على نطاق العالم، إضافة لمعارضه الدائمة.
- المتحف الوطني للتاريخ الطبيعي: وتشمل مجموعة المتحف 400 من الثدييات المحنطة وأكثر من 1,200 نوع من الطيور ومئات الآلاف من الحشرات والافقاريات الأخرى، وربع الأنواع المعدنية بالعالم وتأسس في عام 1889.
- معهد ومتحف الإثنوغرافية: وهي مؤسسة ثقافية للأكاديمية البلغارية للعلوم من أجل تتطوير وتخزين علم الأعراق.

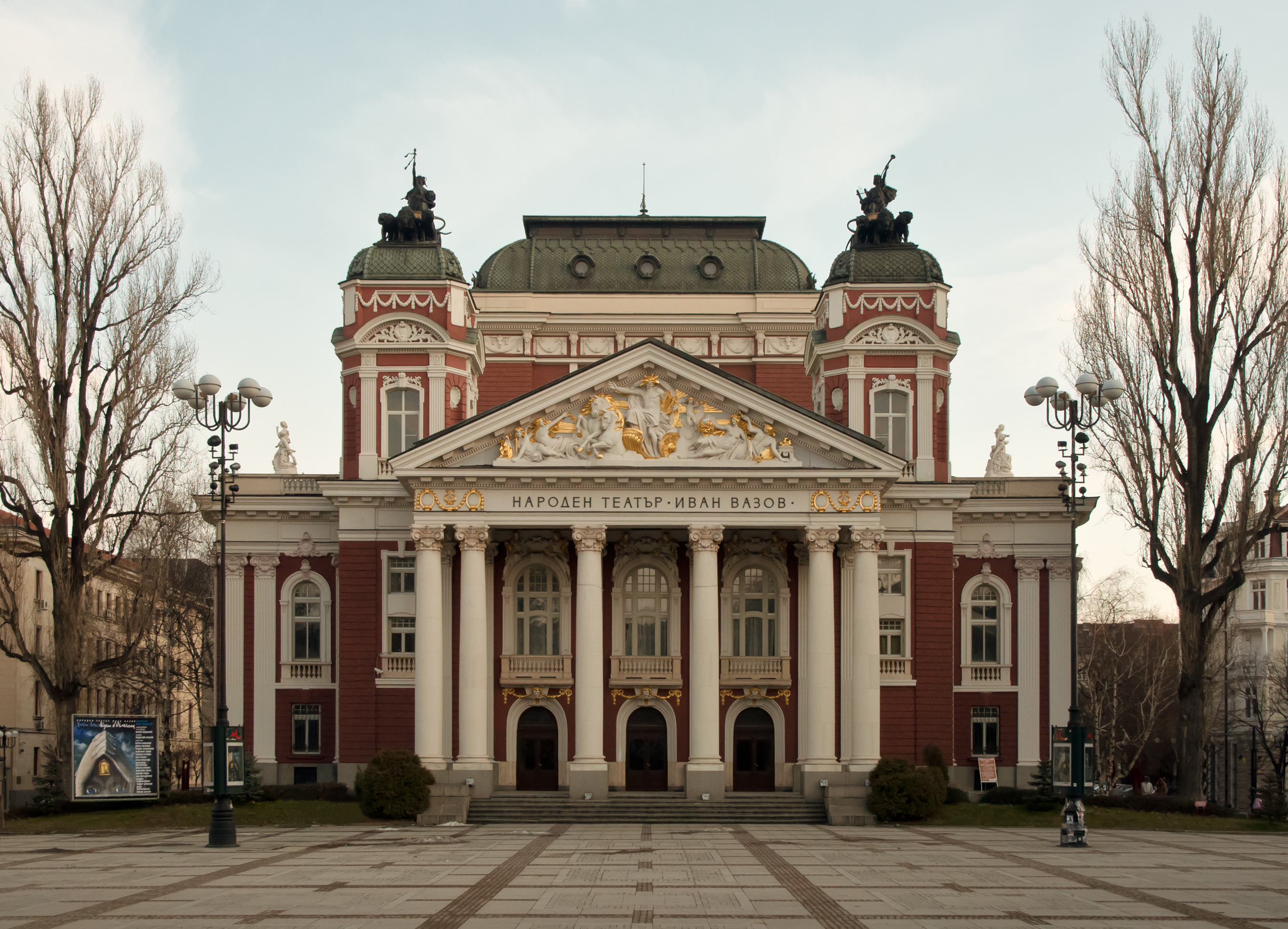
المسرح الوطني إيفان فازوف

### المسارح والمراكز الثقافية
- المسرح الوطني إيفان فازوف: المسرح الوطني هو أقدم وأشهر مسرح في بلغاريا، وهو أحد أهم المعالم في صوفيا. تأسس سنة 1904، وافتتح في 3 يناير 1907 تعرض المبنى للحرق عام 1928 خلال الاحتفال بالذكرى السنوية وأُعيد ترميمه. كما تعرض جزء منه للدمار في انفجار صوفيا خلال الحرب العالمية الثانية.
- الوطنية للأوبرا والباليه: مؤسسة ثقافية وطنية تهتم بمجالي الأوبرا والباليه تأسست سنة 1908، وتعرض أجزاء منها للتخريب والدمار في انفجار صوفيا في الحرب العالمية الثانية.
- قصر الثقافة الوطني: وهو أكبر مركز متعدد الوظائف والؤتمرات والمعارض في جنوب شرق أوروبا، وافتتح سنة 1981، وتقع في محيطه حديقة خضراء خصبة.
- المكتبة الوطنية سيريل وميثوديس: مكتبة وطنية تأسست سنة 4 أبريل 1878.
- المتحف الوطني للفنون التطبيقية: أنشئ المتحف في 13 أيار 1957 وكان إسمه الأكاديمية البلغارية للعلوم.[43] وتم تجديده بالكامل سنة 2012.
- حمامات صوفيا المعدنية: وهو حمام مبني على أنقاض حمام عثماني سابق. يمتد للحمامات ينابيع معدنية ويعدّ متنفسا ومتنزها ومركز جذب سياحي في صوفيا.

## الاقتصاد

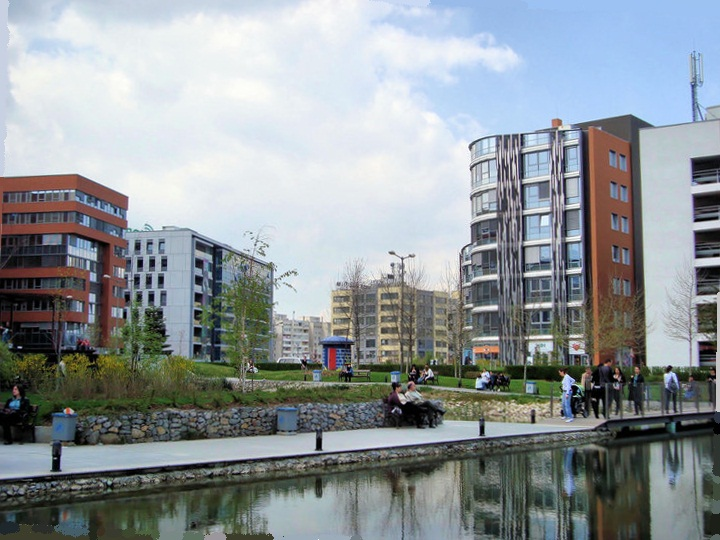
مجمع الأعمال في العاصمة صوفيا

صوفيا هي قلب الإقتصاد البلغاري، ومركزاً لمعظم الشركات البلغارية والدولية الرئيسية العاملة بالبلاد، وكذلك البنك الوطني البلغاري والبلغارية للأوراق المالية. وتصنع صوفيا 30% من الناتج المحلي الإجمالي البلغاري. ويتركز في صوفيا 37% من الصناعات في بلغاريا، وبالتحديد يتركز 75% من صناعات الحديد والصلب، 50% من الطباعة والورق، 15% من الصناعات الكهربائية والإلكترونية، 14% من صناعات الجلود والأحذية في بلغاريا. كما تشتهر صوفيا بصناعة الأغذية، وصناعة النسيج والملابس، وإنتاج الالآت والأدوات الكهربائية والمعادن، وتقوم المزارع القريبة من المدينة بمد صوفيا بالفواكه والخضراوات ومنتجات الألبان.
في عام 2008 وصل متوسط دخل الفرد السنوي (3500 $) والإنتاج السنوي من التصنيع (5.5 مليار $)، وبلغ الناتج الإقتصادي في عام 2011 (11.04 مليار $).
وقد أثبتت مدينة صوفيا مرونة أدائها الاقتصادي رغم الصعوبات بعد الأزمة المالية 2007-2008، والتي تأثرت فيها العاصمة البلغارية كغيرها من عواصم العالم. كما تمكنت المدينة لترتيب التمويل المشترك من الإتحاد الأوروبي لبرامج البنية التحتية الضخمة، أما النمو الاقتصادي فهو بطيئ لكنه ثابت. وقد رفعت شركة ستاندرد آند بورز التصنيف الائتماني لصوفيا إلى (+BB) في 24 أغسطس 2010.
وأثناء الأزمة الاقتصادية ارتفعت أسعار الشقق بشكل كبير بمعدل نمو قدره 30%، رغم ذلك أصبحت صوفيا مركز جذب للإستثمار وللشركات الأجنبية متعددة الجنسيات؛ بسبب انخفاض الأيدي العاملة في بلغاريا ووجودها في القارة الأوروبية وأدى ذلك لنقل الشركات الكبرى مقراتها إلى صوفيا في عملية تعهيد، مثل شركة آي بي إم (IBM)، هوليت-باكارد (HP)، ساب إيه جي، Software AG، وشركة سيمينز، وطيران بلغاريا. ومن عام 2007 إلى 2011 جذبت المدينة ما مجموعه التراكمي (11.6 مليار $) في الإستثمار الأجنبي المباشر.

## النقل
تتميز صوفيا بالبنية التحتية والموقع الإستراتيجي بين البلقان وأوروبا الوسطى؛ جعلها محور رئيسي للسكك الحديد والنقل البري.

### السكك الحديدية ومترو الأنفاق
المحور الرئيسي للنقل في البلاد هي السكك الحديدية، وتملك صوفيا (186 كم) من خطوط السكك الحديدية وتملك أهم التقاطعات والمحطات في بلغاريا، كذلك هي مقر محطة السكك الحديدية الرئيسية البلغارية، ويوجد في صوفيا 8 محطات قطار.

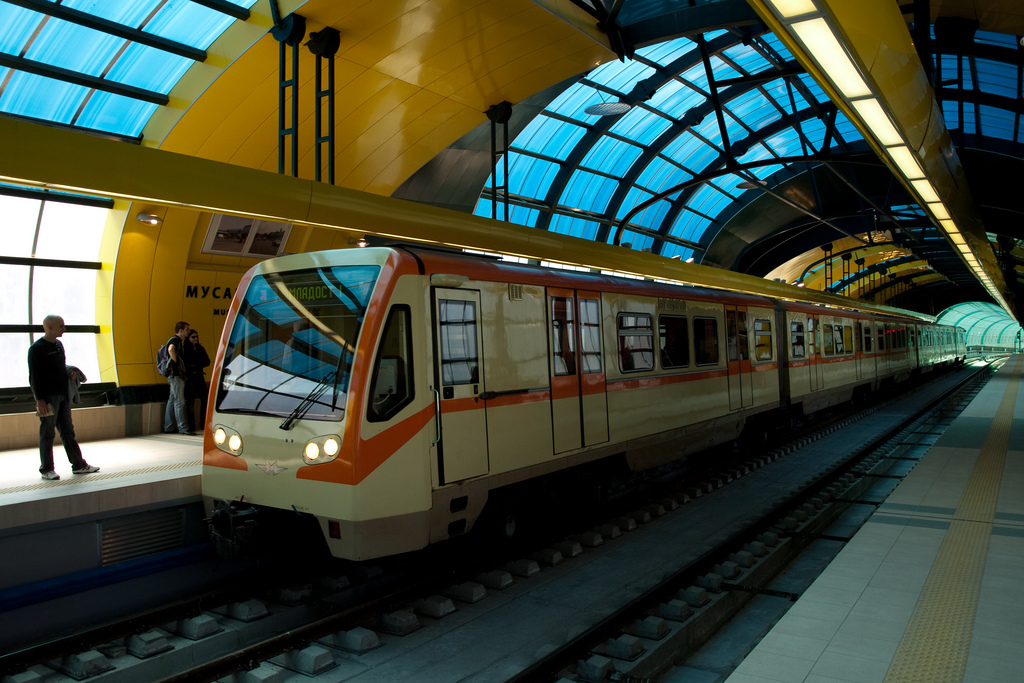
محطة مترو أنفاق

ويوجد بصوفيا حالياً خطين من مترو أنفاق و27 محطة وهو الوحيد ببلغاريا، وافتتح الأول في 28 يناير 1998، والذي كان مخطط لافتتاحه منذ 1980 لكن تم تأجيله مراراً بسبب الأزمات المالية، ليتم تمويله من البلدية وميزانية الدولة والصناديق الأوروبية.
وفي 31 أغسطس 2012 أفتتح المترو الثاني في صوفيا. وما تزال أعمال تتطوير وتمديد خطوط المترو وبناء خط مترو جديد مستقبلاً لتشمل 63 محطة مترو.

### النقل البري والسيارات
تنطلق من صوفيا ثلاث طرق سريعة هي «تراقيا» (Trakiya)، و«ليولين» (Lyulin) و«خيموس» (Hemus).
وأصبحت مدينة صوفيا وعلى نحو متزايد رهينة لأسطول من السيارات المتنامية بشكل عاصف، والتلوث الجوي والضوضاء المصاحبة للأعداد الكبيرة من السيارات، مما أدى لخلق أزمات مرورية هائلة في العاصمة؛ لذلك تخطط الحكومة والبلدية لعمل المزيد من مترو الأنفاق، وإدخال السيارات الكهربائية للتقليل من التلوث الجوي والضوضائي.
هناك حوالي 13,000 سيارة أجرة العاملة في المدينة. وهو عدد منخفض بالمقارنة مع الدول الأوروبية الأخرى، وتعد سيارات الأجرة بأسعار معقولة وشعبية بين جزء كبير من سكان المدينة.

### الترام
أول ترام بدأ التحرك في صوفيا كان في 1 يناير 1901، ويبلغ طول مسار الترام حالياً 308 كم، و165 محطة ترام، وجميع خطوط الترام ضيقة وتبلغ عرضها 1009 ملم.
أما عربات الترام فطول شبكتها 193 كم وتمتد لكل أنحاء المدينة، وافتتحت أول عربة ترام في صوفيا في 14 شباط 1941، وعرباتها حالياً قديمة وليست ذو كفاءة عالية.

مطار صوفيا

### النقل الجوي
يعدّ مطار صوفيا هو أكبر مطار موجود في بلغاريا، ويبعد 5 كم عن وسط مدينة صوفيا، وهو يوفر سهولة الوصول إلى جميع المدن الأوروبية الكبرى. وحقق مطار صوفيا 3.4 ملايين راكب خلال 2012، ويعدّ مطار صوفيا مطارا تجاريا وعسكريا بسبب وجود القاعدة الرئيسية للقوات الجوية البلغارية فيه، كما يحتوي مركز مراقبة الحركة الجوية البلغارية. وتم إنشاء مطار صوفيا في عام 1937، وبزيادة حركة الملاحة الجوية في أوخر القرن العشرين لم يعد المطار كافياً لإستيعاب أعداد الطائرات والمسافرين، لذلك خضع المطار للتوسيع؛ في عام 2000 تم توسيع مبنى رقم (1) وتم افتتاح مبنى جديد (مبنى رقم 2) في 31 أغسطس 2006.

## الثقافة

### التعليم

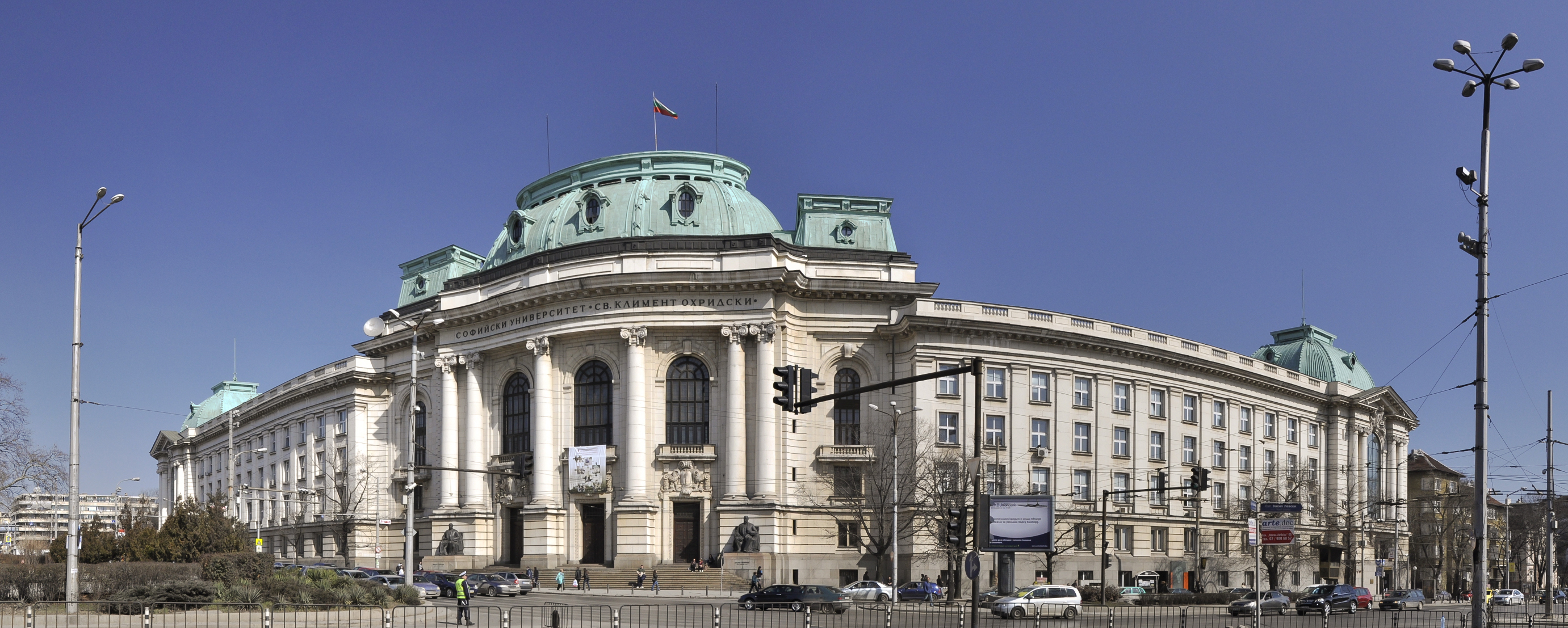
مبنى جامعة صوفيا

تركز مدينة صوفيا بشكل كبير على قدرة التعليم العالي الوطني، وتحتوي المدينة على 109,000 جامعة وكلية، كما يوجد فيها 22 مؤسسة تعليم عالي من أصل 51 مؤسسة موجودة في بلغاريا، ومنها 4 جامعات من أرفع الجامعات الخمس الكبرى في بلغاريا وهم (جامعة صوفيا، الجامعة التقنية في صوفيا، جامعة التعدين والجيولوجيا، جامعة نيو البلغارية).
وتعتبر جامعة صوفيا أو جامعة «القديس كليمت أوخردسكي» وهي أفضل وأهم جامعة بلغارية تتضمن جميع الأقسام العلمية والأدبية، وقد تأسست جامعة صوفيا في سنة 1889، فيها أكثر من 20,000 طالب في 16 كلية.
في صوفيا العديد من بيوت النشر والمراكز الثقافية والعلمية، مثل الحدائق النباتية، ومركز أبحاث الفضاء، معهد كونفوشيوس، كلية الدفاع والأركان، الأكاديمية الوطنية للفنون، جامعة صوفيا الطبية، وكلية دراسات إسلامية، وغيرها من مؤسسات التعليم العالي المهمة في المدينة.
وتحتوي صوفيا على أكاديمية الرياضة الوطنية وهي مؤسسة التعليم العالي الوحيدة في بلغاريا التي تقدم التربية البدنية والمدربيين والطب الرياضي والتربية البدنية العلاجية. وجامعة الطب-صوفيا من أعرق وأقدم الجامعات التي تقدم دراسة في مختلف مجالات الطب والصيدلة وطب الأسنان على مستوى عالمي عالي

### العادات والتقاليد
ترتبط العادات البلغارية بجذورها في الماضي بالدين المسيحي، ومنها: طقوس النَستيناري التي تعتمد على الرقص على الجمر، وألعاب الكوكري ويؤديه الرجال فقط أثناء أعياد رأس السنة، ولادوفانه هي عادة طريفة تؤدى في عيد رأس السنة حيث تتوجه الفتيات إلى لادا (Lada) وهي الإلهة السلافية للحب والأسرة، ويطلبون منها الكشف عن أسماء وطباع أزواجهن المستقبليين.
كما يحتفل سكان المدينة في 17 سبتمبر بيوم القديسة صوفيا وبناتها الثلاث (فيارا، ناديجدا، وليوبوف). وتعني أسماؤهن على التوالي (إيمان وأمل وحب). ويحتفل البلغار بالأعياد المسيحية، ويجتمع أفراد العائلة المنتمين إلى عدة أجيال في بيت الجيل الأقدم، ويحتفل معهم في المناطق المختلطة السكان المسلمون، كما أن المسيحيون يشاركون في الاحتفال بأعياد المسلمين.

### الرياضة

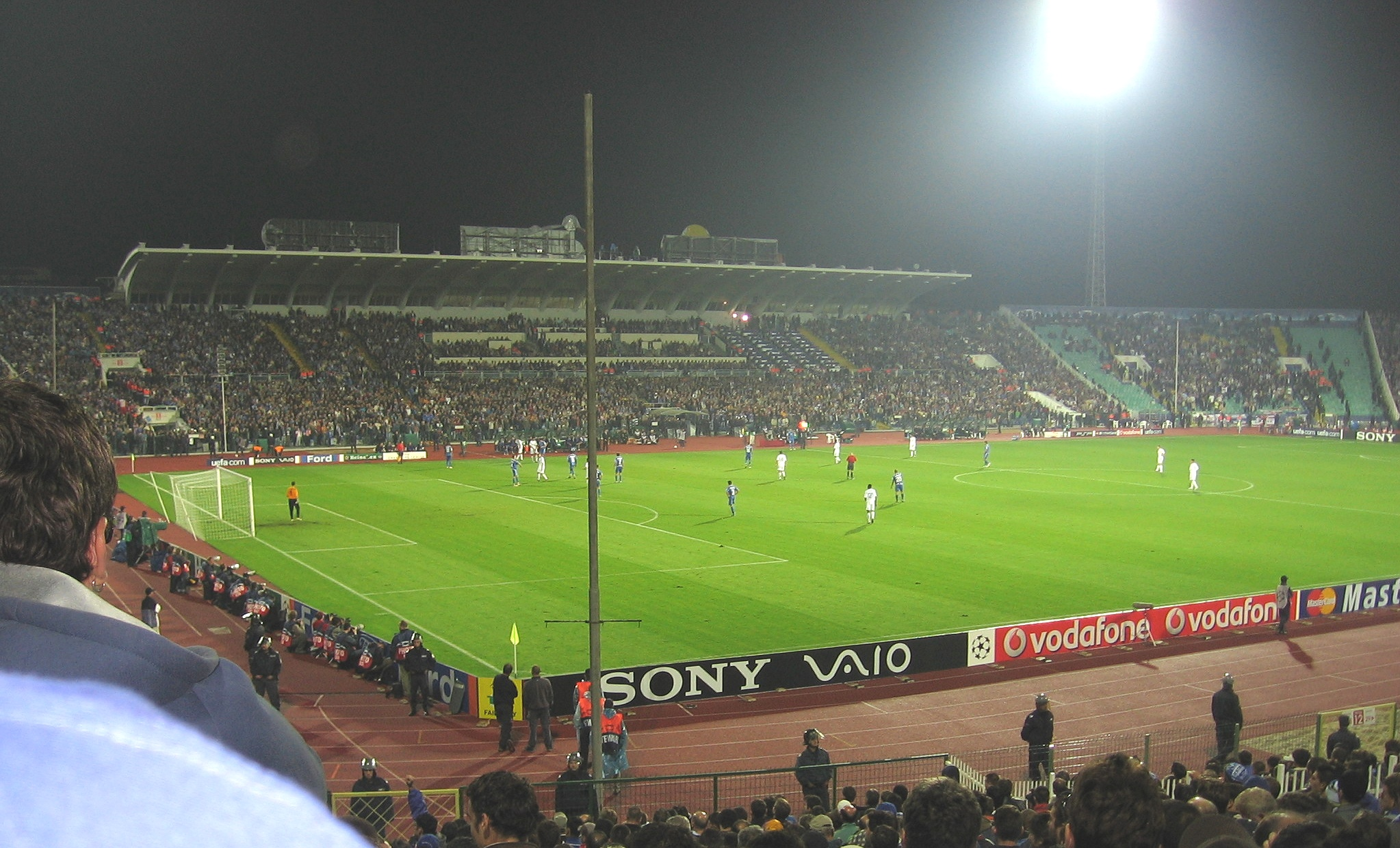
ملعب فاسيل ليفسكي الوطني في دوري أبطال أوروبا 2006-07 بين فريقي ليفسكي صوفيا وتشيلسي

تحتوي صوفيا على عدد كبير من الأندية الرياضية، منها ليفسكي صوفيا، سسكا صوفيا، سلافيا صوفيا، لوكوموتيف صوفيا وهي من الأندية المهيمنة ليس فقط في كرة القدم بل في كثير من المجالات الرياضية الأخرى مثل كرة السلة وكرة الطائرة. ومن أشهر الأندية في بلغاريا هو نادي ليفسكي صوفيا الذي تأسس سنة 1914 والذي يشجعه 31% من مشجعي كرة القدم في بلغاريا. كما أن نادي كرة السلة المشهور لوك أويل أكاديميك وصل مرتيين لنهائي كأس أبطال أوروبا. كما أن اتحاد الكرة الطائرة البلغاري هو ثاني أقدم اتحاد في العالم، ولعب الاتحاد دور كبير في إقناع اللجنة الأولمبية الدولية لإدخال الكرة الطائرة بالرياضات الأولمبية سنة 1957. وتلقى لعبة كرة المضرب شعبية متزايدة في مدينة صوفيا، وحالياً يوجد 10 مجمعات لملاعب كرة المضرب
داخل مدينة صوفيا وأحد هذه المجمعات أسستها لاعبة التنس السابقة ماجدالينا ماليفا والتي وصلت لأول عشر مراكز في الترتيب العالمي للتنس سنة 1995.
ترشحت صوفيا لإستضافة دورة الألعاب الأولمبية الشتوية لعامي 1992 و1994، ووصلت للجولة الثانية ثم الثالثة على التوالي. كانت المدينة أيضاً مقدمة لطلب ترشيح استضافة لدورة الألعاب الأولمبية الشتوية لعام 2014، لكن لم يتم قبول الترشيح. بالإضافة لذلك، استضافت مدينة صوفيا بطولة أمم أوروبا لكرة السلة سنة 1957. كذلك استضافت دورة العاب يونيفيرسيدي الصيفية لعامي 1961 و1977، والشتوية لعامي 1983 و1989. وأخيراً استضافت الدوري العالمي للكرة الطائرة سنة 2012.
تحتوي صوفيا على عدد من الملاعب الرياضية الكبيرة، منها ملعب فاسيل ليفسكي الوطني أكبر ملاعب بلغاريا والذي يتسع 43,208 متفرج، ويستضيف مباريات كرة القدم الدولية. وملعب لوكوموتيف التي تقام فيه الحفلات الموسيقية في الهواء الطلق. في صوفيا مجمعان لتزلج على الجليد وهما القصر الشتوي للرياضة بسعة 4,000، وملعب سلافيا 2,000. كما تحتوي المدينة على مضمار للدراجات سعته 5,000 مقعداً في الحديقة المركزية للمدينة. وهناك 15 مجمع للسباحة أغلبها مكشوف. يوجد في شرق صوفيا ملعبين للجولف، ونادي لركوب الخيل اسمه نادي سانت جورج.

## السكان
| السنة | عدد السكان |
| ----- | ---------- |
| 1870  | 19,000     |
| 1880  | 20,501     |
| 1887  | 30,456     |
| 1892  | 46,628     |
| 1900  | 67,953     |
| 1905  | 82,621     |
| 1910  | 102,812    |
| 1920  | 154,025    |
| 1926  | 213,002    |
| 1934  | 287,095    |
| 1939  | 401,000    |
| 1946  | 530,168    |
| 1956  | 725,838    |
| 1965  | 894,604    |
| 1975  | 1,066,299  |
| 1985  | 1,201,719  |
| 1992  | 1,190,126  |
| 2001  | 1,170,842  |
| 2011  | 1 291 591  |

في ما يلي رسم بياني يوضح النمو السكاني في مدينة صوفيا منذ عام 1870:
لم تكن صوفيا أكبر مدن بلغاريا سكاناً قبل عام 1870، بل كانت مدينة ستارا زاغورا هي الأكبر بالسكان قبل أن تحترق عام 1877.
ووفقاً لأول تعداد سكاني في 1880 بلغ عدد سكان صوفيا 20,500 وكانت المدينة عبارة عن 20 قرية و5000 منزل تقريباً وكانت تتكون المجموعات العرقية في صوفيا من 56% من البلغار، 30% من اليهود، 7% من الأتراك، 6% من الغجر 1% من المجموعات العرقية الصغيرة والغير معلنة. ثم تعرضت المدينة لزيادة تدريجياً في عدد المهاجرين من جميع أنحاء بلغاريا وصربيا وخصوصاً بين عامي (1900-1946)، ومنذ سنة 1944 نزح الاف من سكان الأرياف إلى صوفيا بحثاً عن العمل مما أدى لزيادة سريعة في الكثافة السكانية، مما دفع المخططين لبناء المباني السكنية والمرافق التجارية في الضواحي.
بلغ عدد سكان صوفيا في سنة 2013 (1,309,634)، منهم (47.5%) من الرجال ونسبة النساء (52.5%). ومعظم السكان من فئة الشباب (18-64 سنة) بنسبة (67%)، يليهم الأطفال (تحت 18 سنة) بنسبة (17.5%)، ثم كبار السن (فوق 64 سنة) بنسبة (15.5%). وفي عام 2009 وصل معدل المواليد في مدينة صوفيا (12.3) لكل ألف شخص ومعدل الوفيات (12.1) لكل ألف شخص؛ ليبلغ معدل النمو الطبيعي خلال عام 2009 (0.2) لكل ألف شخص وهو أول معدل نمو إيجابي منذ 20 عامًا تقريباً؛ بسبب هجرة رؤوس الأموال من المناطق الأكثر فقراً إلى العاصمة. وبلغ معدل الزواج في نفس العام (4.8) لكل ألف شخص، ومعدل وفيات الرضع (5.6) لكل ألف مولود. ومتوسط معدل عمر السكان (38.8).
أما في الوقت الحالي فتتكون المجموعات العرقية بصوفيا حسب تعداد 2011 من: 96% بلغار، 1.5% رومان، 0.6 أتراك، والباقي من مجموعات عرقية صغيرة (روس، أرمن، يونان). وتبلغ الكثافة السكانية في العاصمة (2,448 نسمة/كم2)؛ وهذا يسبب العديد من المشاكل للمدينة مثل الإكتضاض السكاني، وتزايد عدد المركبات، وازدحام المرور وتلوث الهواء ونقص عدد المساكن ومواقف السيارات.

## الأعلام
من أبرز من ولد بمدينة «صوفيا»:

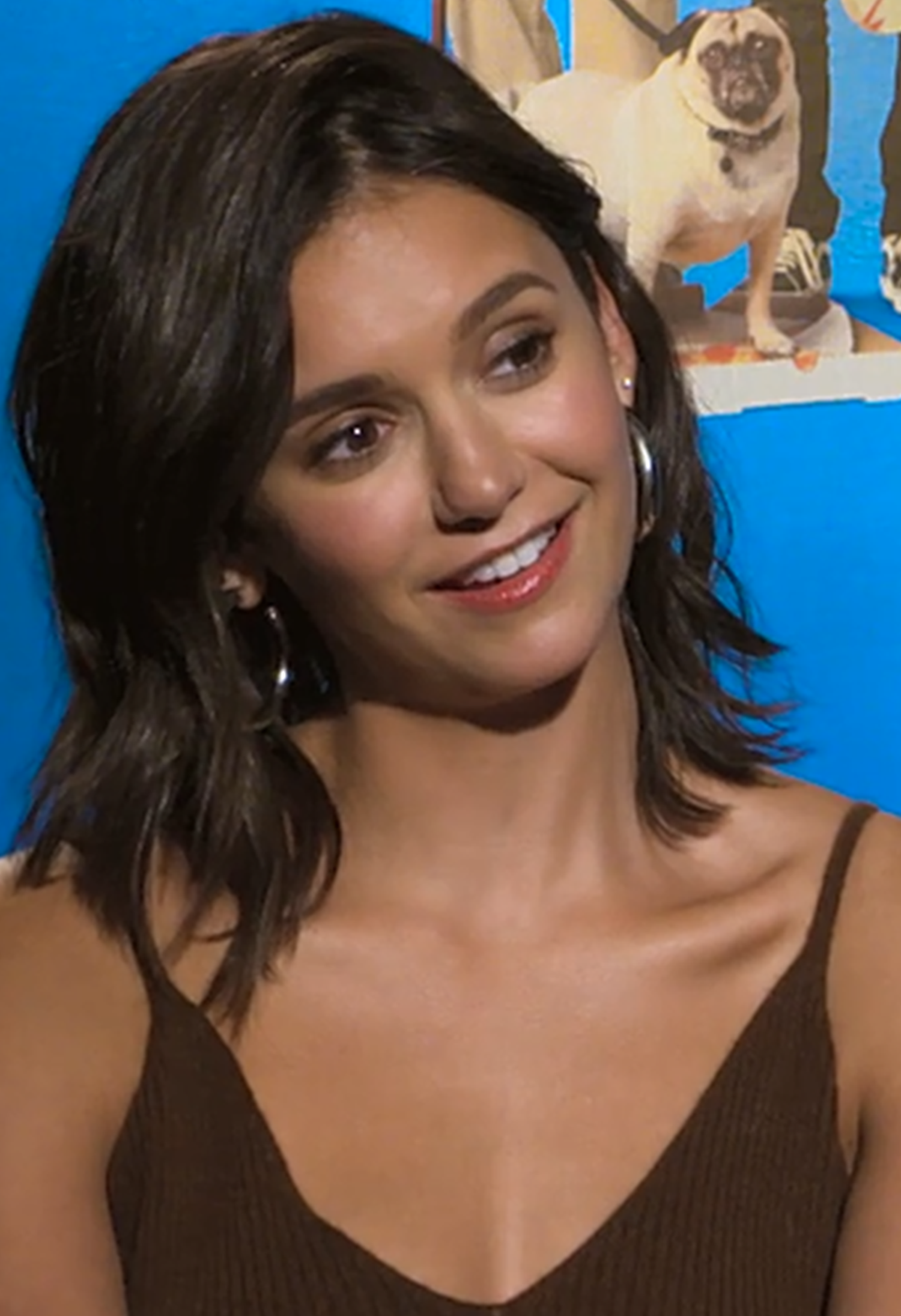
نينا دوبراف، ممثلة

- الإمبراطور الروماني أورليان (275-215 ق.م).
- الإمبراطور الروماني جاليريوس (311-260 ق.م).
- بوريس الثالث ملك بلغاريا (1894-1943).
- سيميون الثاني ملك بلغاريا (1937).
- نينا دوبراف، ممثلة.
- إيرينا بوكوفا، سياسية بلغارية.
- إيفيت لالوفا، عداءة بلغارية.
- تزفيتان تودوروف، فيلسوف وكاتب بلغاري.
- ماجدالينا ماليفا، لاعبة كرة مضرب سابقة وصلت للمركز السادس في التصنيف العالمي سنة 1995.[68]
- ماتي كازيسكي، لاعب كرة طائرة.
- أنخيل كاراليتشيف، كاتب بلغاري متخصص في أدب الأطفال توفي عام 1972 في صوفيا.

## السياسة

### ترتيب الصلاحيات الإدارية
1. الحاكم الإقليمي والذي يعين مباشرة من رئيس الوزراء.
2. مجلس بلدي صوفيا والذي لديه السلطة الكاملة للتحكم ببلدية صوفيا، ويتم انتخاب أعضاء المجالس البلدية من قبل السكان المحليين خلال الانتخابات المحلية التي تقام كل أربع سنوات.
3. عمدة صوفيا والذي يعدّ من أرفع المناصب في بلغاريا حيث كان العديد من الوزراء في بلغاريا عمداء لصوفيا مثل بويكو بوريسوف، وينتخب العمدة من قبل السكان في الانتخابات المحلية كل 4 سنوات.
4. روؤساء المناطق والقرى ويتم انتخابهم من قبل المجلس البلدي، وتنقسم صوفيا إلى 24 مقاطعة.

### توأمة المدن
| - الجزائر (مدينة)، الجزائر - أنقرة، تركيا - برلين، ألمانيا - براتيسلافا، سلوفاكيا - بروكسل، بلجيكا - بوخاريست، رومانيا - بودابست، هنغاريا - بورصة، تركيا | - هلسنكي، فنلندة - كارلوفاتش، كرواتيا - كييف، أوكرانيا - لندن، المملكة المتحدة - مدريد، إسبانيا - مرعش، تركيا - ميلان، إيطاليا - موسكو، روسيا - ستراسبورغ، فرنسا | - بيتسبرغ (بنسيلفانيا)، الولايات المتحدة - إيلافو، البرتغال - براغ، التشيك - سانت بطرسبرغ، روسيا - صلالة، عُمان - تل أبيب، إسرائيل - تيرانا، ألبانيا - وارسو، بولندا - يريفان، أرمينيا |

## السياحة
صوفيا هي واحدة من الوجهات السياحية الأكثر زيارة في بلغاريا، ويلاحظ السائح شعار صوفيا القائل «صوفيا... تكبر لكن لا تشيخ أبداً» عند مداخل المدينة. وتتميز مدينة صوفيا بشتاء بارد كثير الثلوج وصيف معتدل الحرارة مما يناسب كثير من أنواع السياحة كالبيئية والبحرية والثقافية والرياضية والعلاجية بالإضافة إلى سياحة المؤتمرات، وفي الصيف يزداد عدد السكان بنسبة 0.3 مليون، ويساعدها في ذلك وجود أكبر عدد من المتاحف في بلغاريا والتي تجذب السياح والطلاب للدراسة العملية، مثل المتحف الوطني التاريخي والذي يضم 650,000 من القطع الأثرية التي يعود تاريخها إلى عصور ما قبل التاريخ وحتى العصر الحديث والتي تجذب الناس حول العالم لزيارة صوفيا. كما تزدهر السياحة التعليمية في صوفيا لوجود عدد كبير من الجامعات والتخصصات المطلوبة بدرجة قبول عالمية مرموقة.
تحتفظ صوفيا بالعديد من الآثار القيمة من العصور الماضية. فبينما يتجول السائح في أنحاء العاصمة، يمكنه رؤية البقايا المكشوفة من البوابة الشرقية للمدينة القديمة، التي يرجع تاريخها إلى فترة ما بين القرن الثاني والقرن الرابع عشر. وتتواجد الآثار في نفق المشاة بين مبنى رئاسة الدولة ومبنى مجلس الوزراء.
بوليفار فيتوشا في وسط المدينة من أشهر الشوارع في صوفيا للزوار والمقيميين حيث يحتوي على العديد من محلات الأزياء ومتاجر السلع الفاخرة والماركات العالمية المشهورة في العالم، وهو للمشاة فقط مما يجعله مكاناً لطيفاً للتنزه والاستراحة. كما تشكل سفح جبل فيتوشا مكان خاص لليالي نهاية الأسبوع. حياة الليل في صوفيا ممتعة ومتحررة وتبقى المدينة مفتوحة حتى الصباح بسبب العدد القليل من قوانين الترخيص، لذلك تنتشر الحانات والنوادي الليلية والجنسية في شوارع صوفيا. كما تنتشر أندية الموسيقى بكافة أنواعها خاصة في بلدة الطلاب.
تتوقف وسائل النقل العامة عند الساعة الواحدة عند منتصف الليل حتى الخامسة صباحاً ويحل محلها سيارات الأجرة.

### السياحة العلاجية والينابيع الحارة
قليلة هي البلدان الأوربية التي تستطيع منافسة بلغاريا في مجال السياحة العلاجية والتأهيل بالمياه المعدنية «سبا» والطين؛ فبفضل وفرة وتعدد أنواع المياه المعدنية الحارة وموارد الطين العلاجي تحتل صوفيا المراتب الأولى في أوروبا في هذا النوع من السياحة، حيث أكتشف 42 منبعاً للمياه المعدنية من 8 أنواع مختلفة من المنابع، يبلغ تدفقها العام 550 لتر في الثانية، وبدرجة حرارة مابين 45 و60 درجة مئوية. وتنتشر العشرات من مراكز السبا في صوفيا، ويمكن ممارسة هذا النوع من العلاج في حي أوفتشا كوبل وسط صوفيا وحي كنياجيفو وحي غورنا بانيا، وهناك يمكن الخلود للراحة وتلقي المعالجات التأهيلية والتجميلية.
كما تشتهر المدينة بتنوع الأعشاب الطبية والنباتات العطرية، وهي بذلك توفر ظروفاً ملائمة لزيارة البلاد على مدار السنة بهدف علاج أنواع مختلفة من الأمراض، أو الوقاية من الإصابة بها، أو للراحة والاستجمام.

### الحدائق والمتنزهات

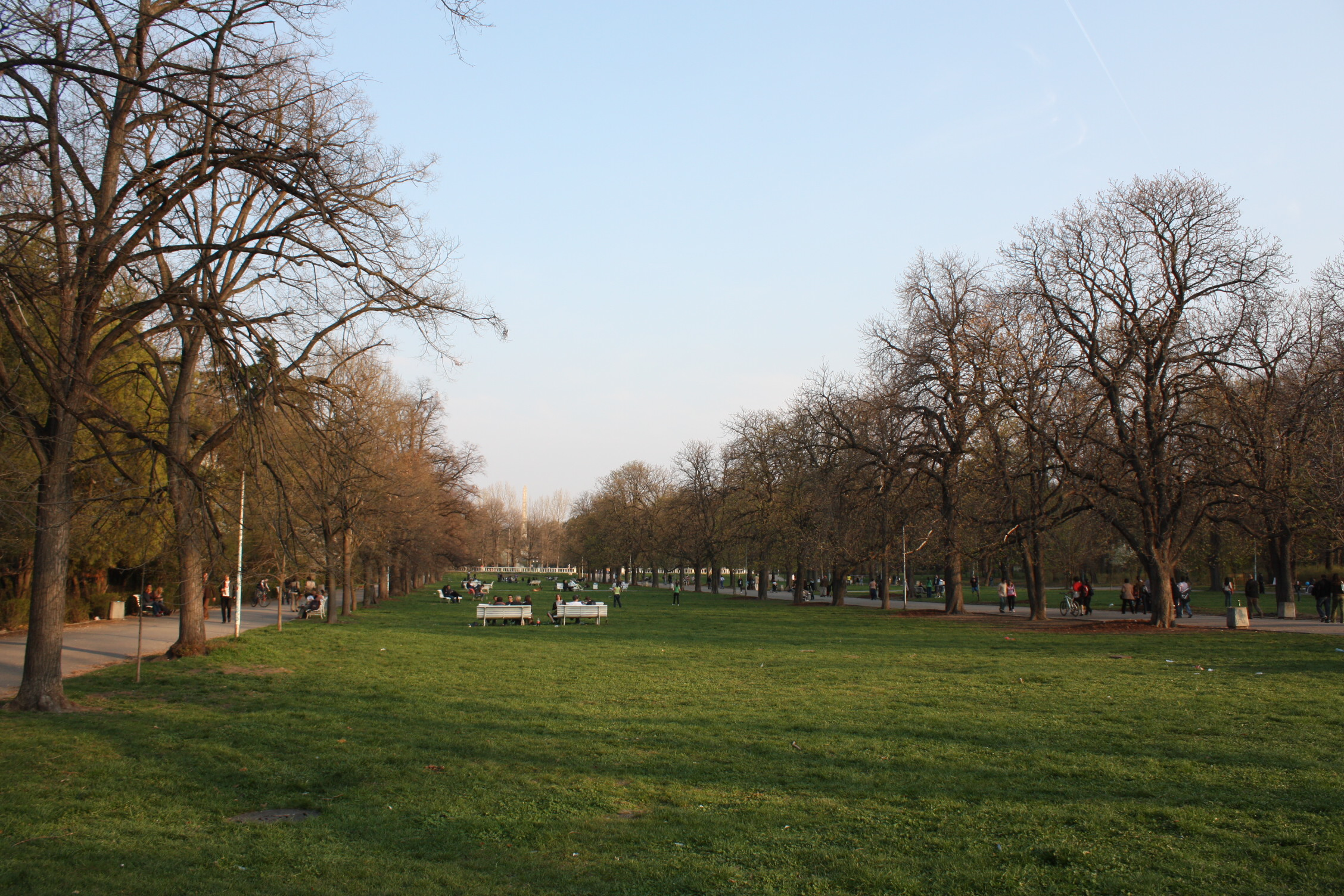
حديقة بوريسوفا

الحدائق والمنتزهات في صوفيا هي المكان المفضل للاستراحة والرياضة، وتعد مدينة صوفيا من ثالث أكبر مساحة حدائق في العالم. وتعد حديقة بوريسوفا أكبر حديقة في صوفيا  وفي وسط المدينة تماماً يمتد المنتزه الحامل اسم مؤسسه الملك بوريس، وبالقرب من قصر الثقافة الوطني ينبسط المنتزه الجنوبي. وفي حدود جبل فيتوشا يقع المنتزه الطبيعي «فيتوشا» وهو الأقدم في شبه جزيرة البلقان، والغطاء النباتي في المنتزه غني ومتنوع للغاية.
في صوفيا يوجد حديقة للحيوانات، وهي الأكبر في البلاد، وتقع في الجزء الجنوبي من المدينة. وتوفر المدينة للأطفال الكثير من فرص اللعب والمرح. ففي الحدائق العامة توجد العديد من المرافق الحديثة والآمنة للعب، كما أن هناك حدائق خاصة بالأطفال ونوادٍ مغلقة للعب. ويجذب الغطاء الأخضر للمدينة السياح، حيث تتميز صوفيا بطبيعتها الخضراء وهي تجذب اهتمام السياح دائماً، وخاصة كثرة الأشجار، وتمتاز بوجود الأشجار المعمرة في كل مكان ومنها السنديان والبلوط، والدردار، والتوت، والسوفورا، والأيلنط (شجرة السماء)، وتوجد حتى على أرصفة الشوارع ولكن تكثر في الحدائق العامة. وتملك صوفيا 90 نوعاً من الأشجار المعمرة، وأقدمها شجرة التوت في شارع «إسكريتس» الذي يبلغ قطرها (4.1 متر) وعمرها 650 سنة تقريباً.

## معرض الصور

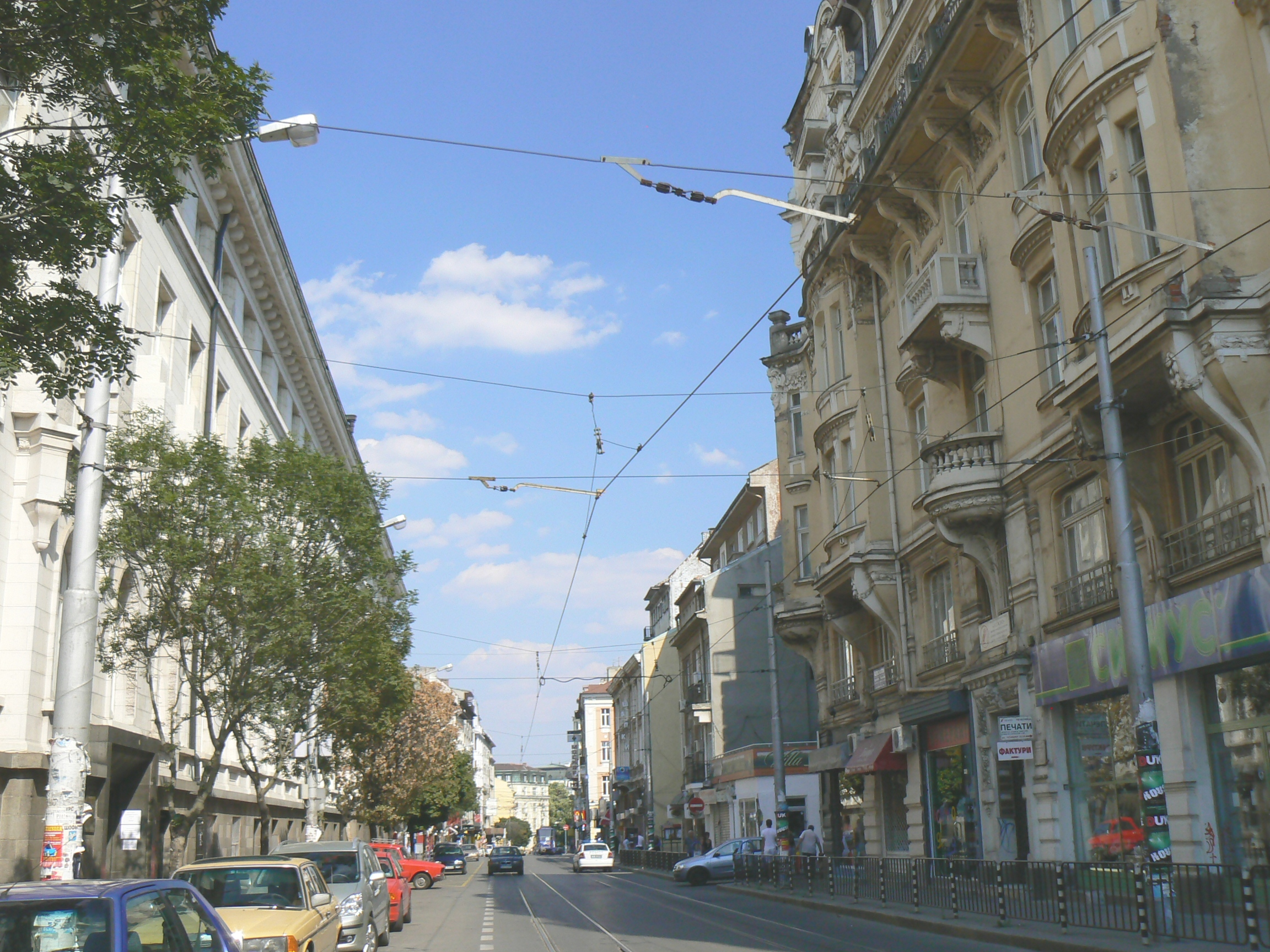
شارع ألابين
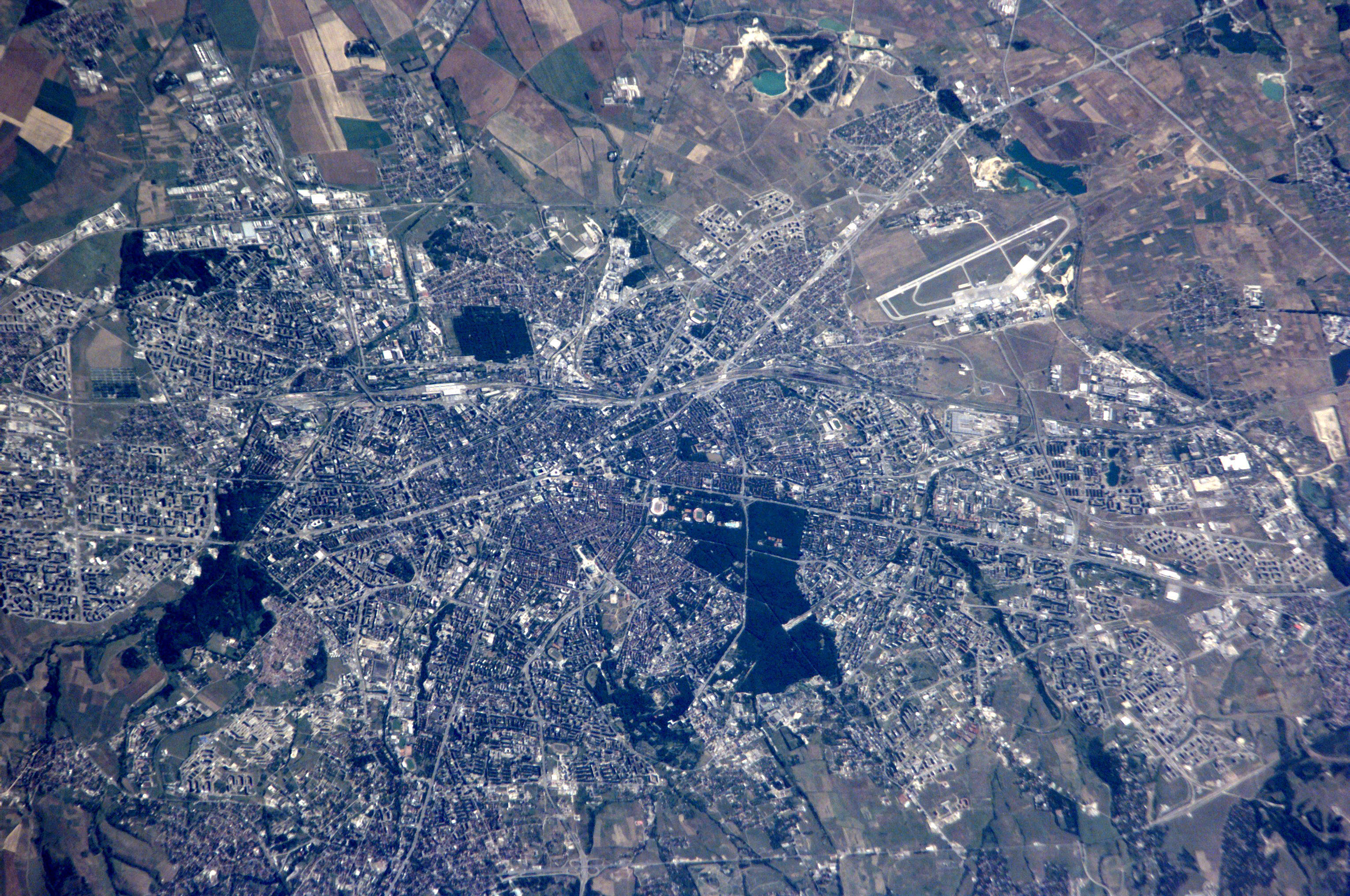
صورة بالأقمار الاصطناعية
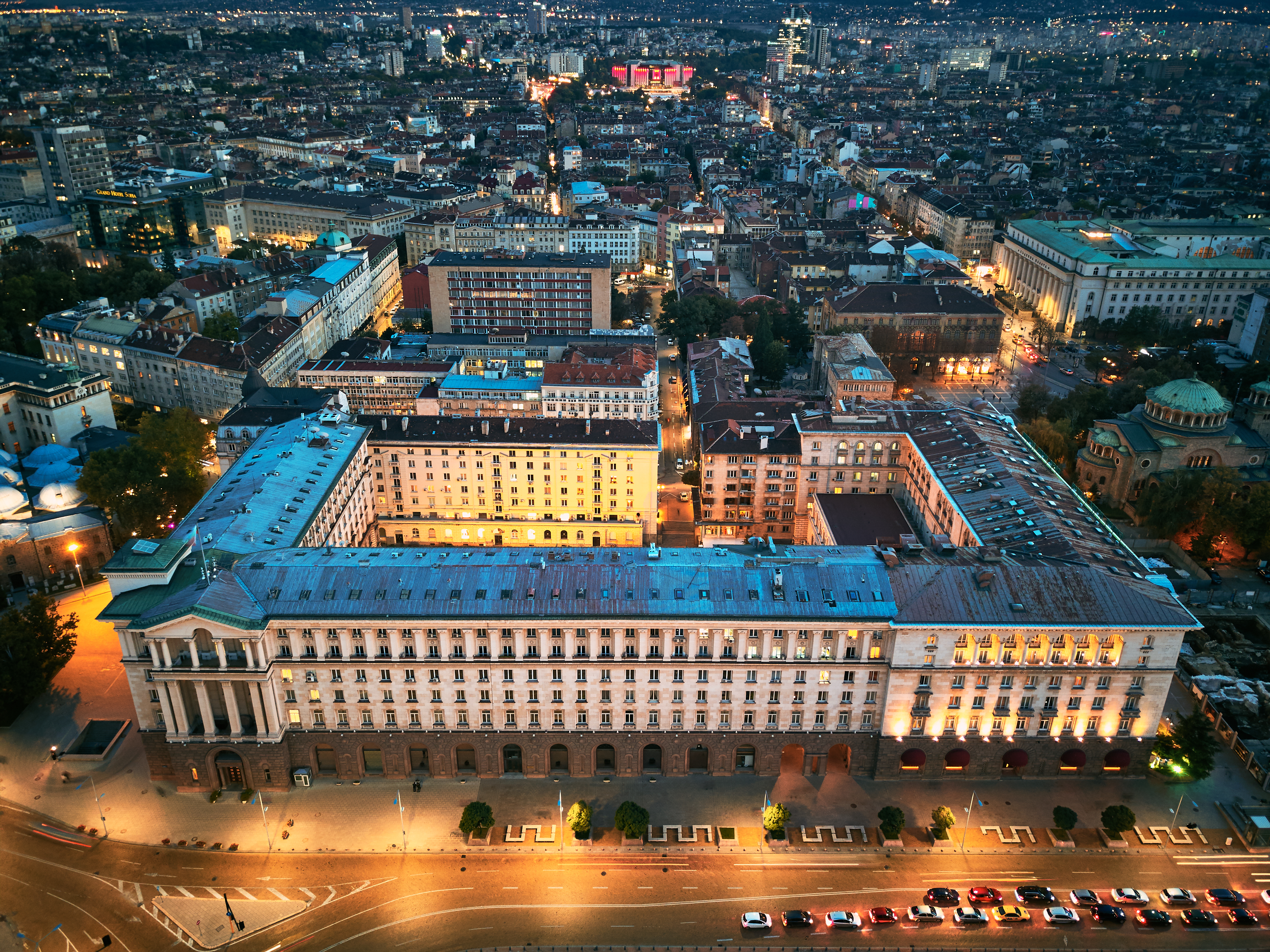
ميدان الاستقلال
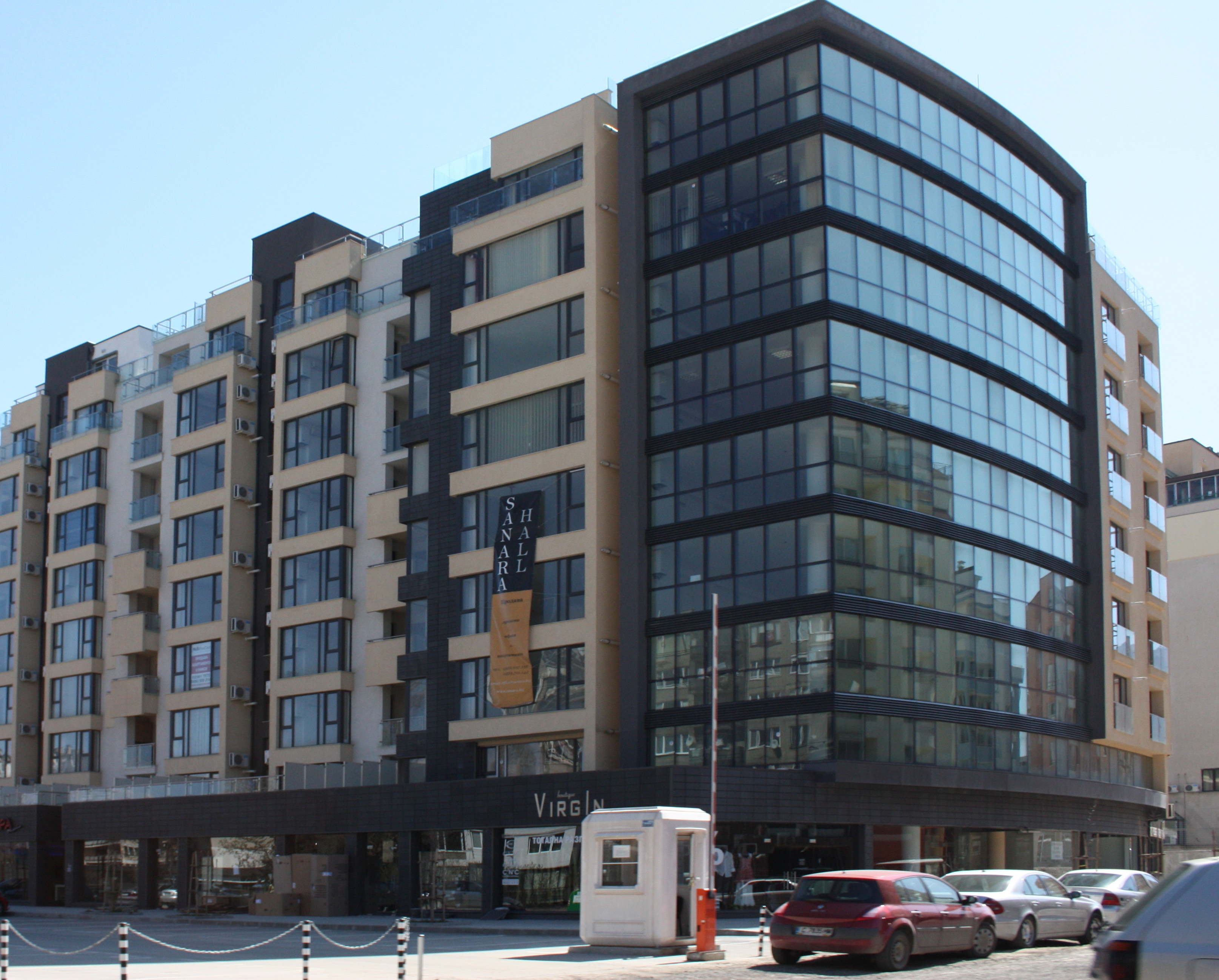
الأبراج في صوفيا
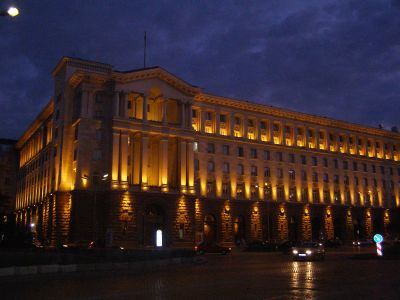
مبنى رئاسة الوزراء
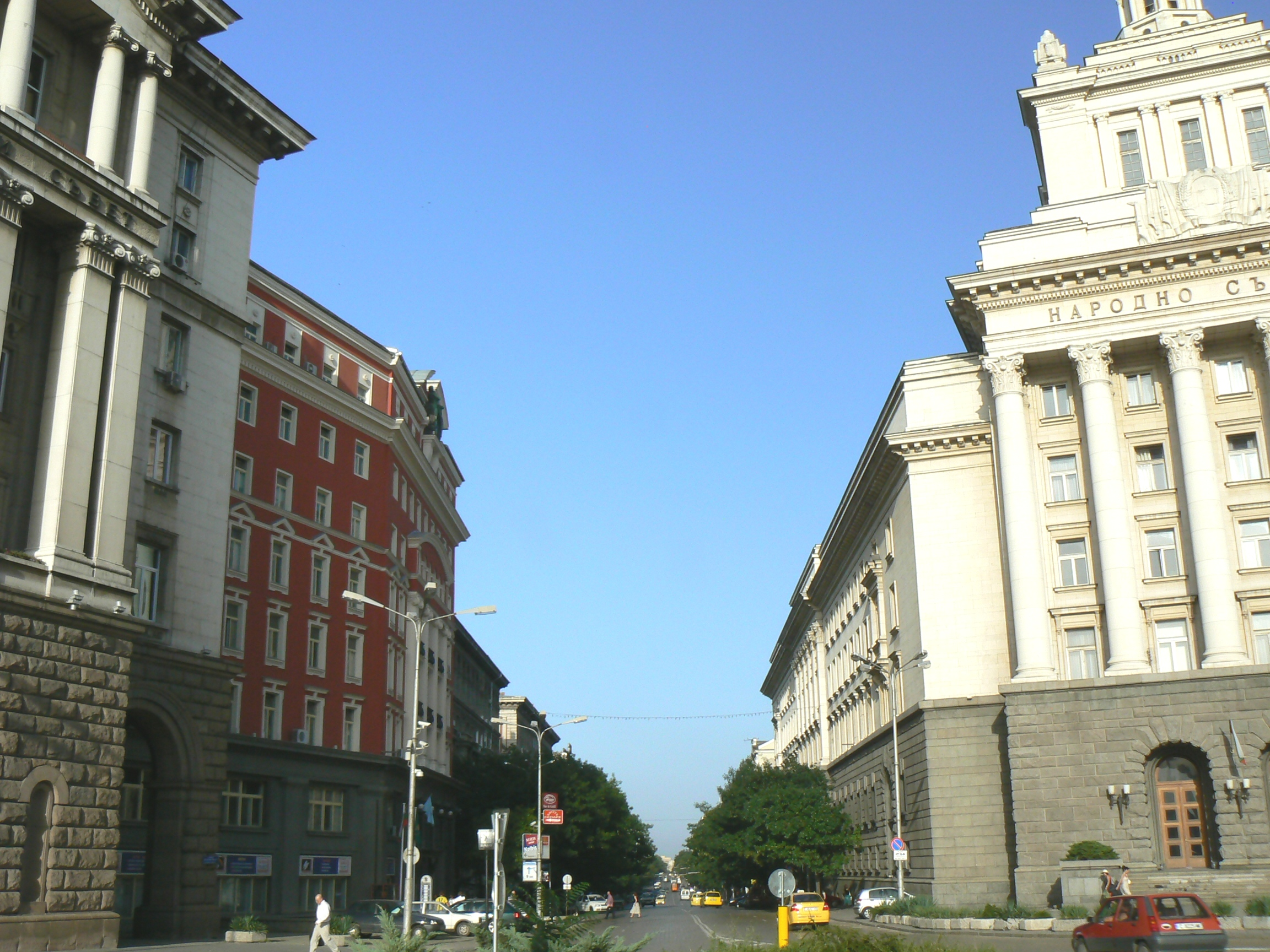
شارع دوندوكوف
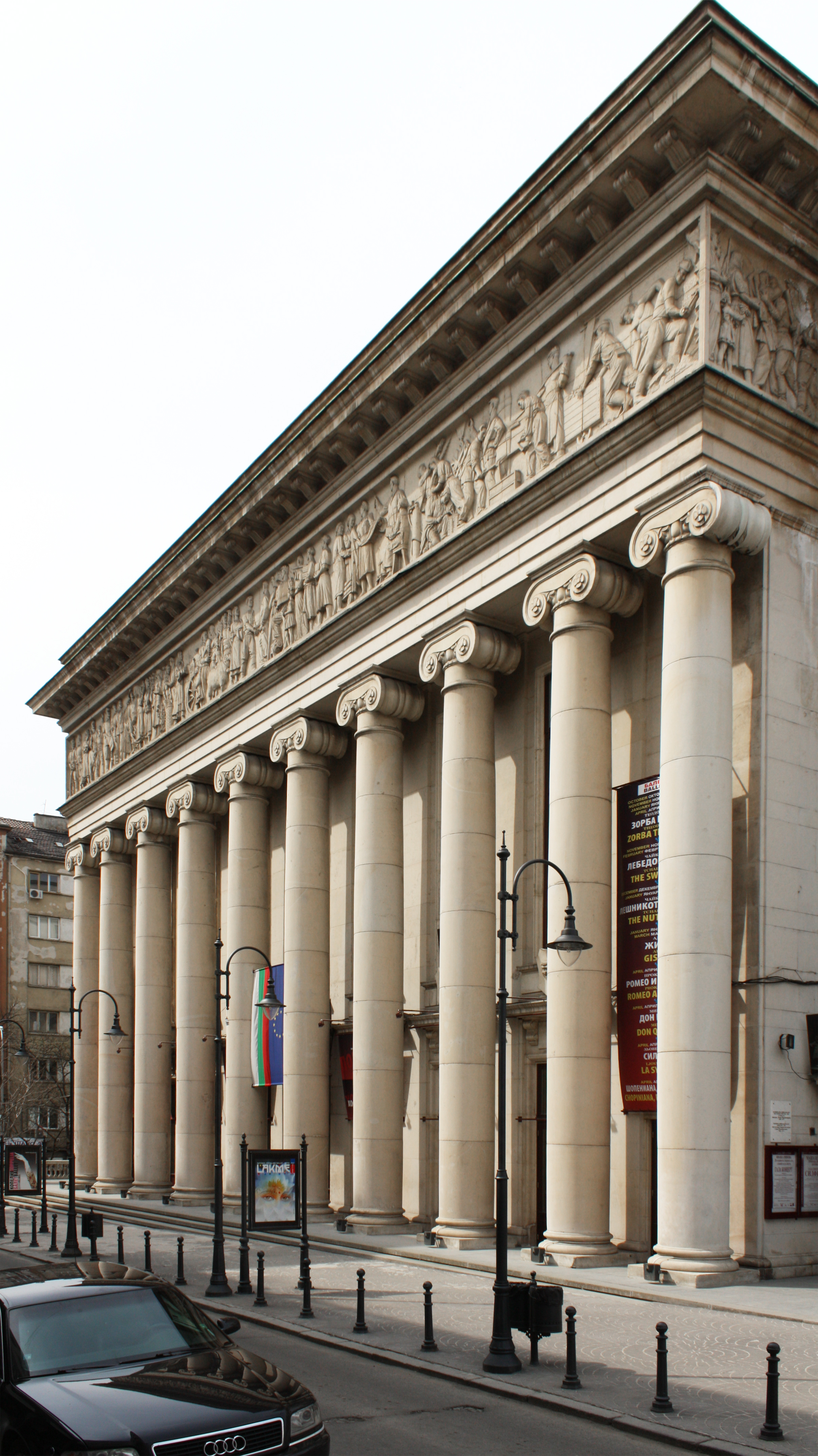
الوطنية للأوبرا والباليه